# ICE 3
Als ICE 3 werden verschiedene Baureihen von ICE-Hochgeschwindigkeitszügen bezeichnet. Mit einer zugelassenen Höchstgeschwindigkeit von 320 beziehungsweise 330 km/h sind sie die schnellsten Reisezüge der Deutschen Bahn. Im regulären Betrieb erreichen sie in Deutschland planmäßig bis zu 300 km/h und in Frankreich bis zu 320 km/h.
Eine wesentliche Besonderheit des ICE 3 liegt in dem über den ganzen Zug unterflur verteilten Antrieb. Vier der acht Wagen eines rund 200 m langen ICE-3-Triebzuges sind angetrieben. Im Vergleich zu lokbespannten Zügen hat ein ICE 3 dadurch eine geringere Achslast und mehr Sitzplätze bei gleicher Zuglänge.
ICE-3-Triebzüge sind im Bestand der Deutschen Bahn und der Nederlandse Spoorwegen. In den Jahren 2000 und 2001 sowie 2004 und 2005 wurden Einsystemzüge der Baureihe 403 und Mehrsystemzüge der Reihe 406 für den Verkehr nach Belgien und den Niederlanden ausgeliefert. Für den Verkehr nach Frankreich wurden Mehrsystemzüge als Baureihe 406F (auch ICE 3MF) umgerüstet. Die seit 2013 im Fahrgastbetrieb eingesetzten Mehrsystemzüge der Baureihe 407 (Siemens Velaro D) werden als ICE 3 MS bezeichnet. Mitte 2020 wurden Triebzüge der Baureihe 408 bestellt und als ICE 3neo der ICE-3-Familie zugeordnet.
Innerbetrieblich werden Zugfahrten, bei denen ICE-3-Züge eingesetzt werden, unter der Zuggattung ICE-W geführt. W steht für Wirbelstrombremse, eine Bremsbauart, die es in anderen ICE-Serienzügen nicht gibt. Im April 2025 sind noch 49 Triebzüge der Baureihe 403, 17 Triebzüge der Baureihe 407 und 26 Triebzüge der Baureihe 408 im Betrieb, alle noch einsatzfähigen Triebzüge der Baureihe 406 wurden zum 17. April 2025 aus dem Betrieb genommen.

## Geschichte

### Technisches Konzept
Das Konzept des von Grund auf neu entwickelten ICE 3 ging aus europäischen Kompatibilitätsvorgaben und technischen Anforderungen hervor. Vorgesehen waren eine fahrplanmäßige Höchstgeschwindigkeit von 300 km/h (entsprechend einer Steigerung der Antriebsleistung um etwa 60 Prozent), eine maximale statische Radsatzlast von 17 t und eine maximale Zuglänge von 400 m, bei reduzierter Fahrzeugbreite (nach UIC 505-1).
Anfängliche Überlegungen, in Anlehnung an die ICE 2 Halbzüge mit zwei Triebköpfen und sechs Mittelwagen zu bilden, wurden ebenso aufgrund zu hoher technischer und wirtschaftlicher Komplexität verworfen wie Varianten mit einem zusätzlichen Booster (einem mittigen Triebwagen ohne Führerraum). Anfang 1994 fiel für den ICE 3 die Entscheidung, das bisherige Triebkopfkonzept zu Gunsten eines Triebwagenzuges aufzugeben. Dieses Konzept wurde schließlich der Deutschen Bahn von der Industrie angeboten.
Eine in der frühen Planung vorgesehene Dreisystemvariante, die die Baureihenbezeichnung 405 erhalten hätte, wurde ebenso verworfen wie eine Zweisystemvariante unter der Reihenbezeichnung 404.

### Design

#### Konzept

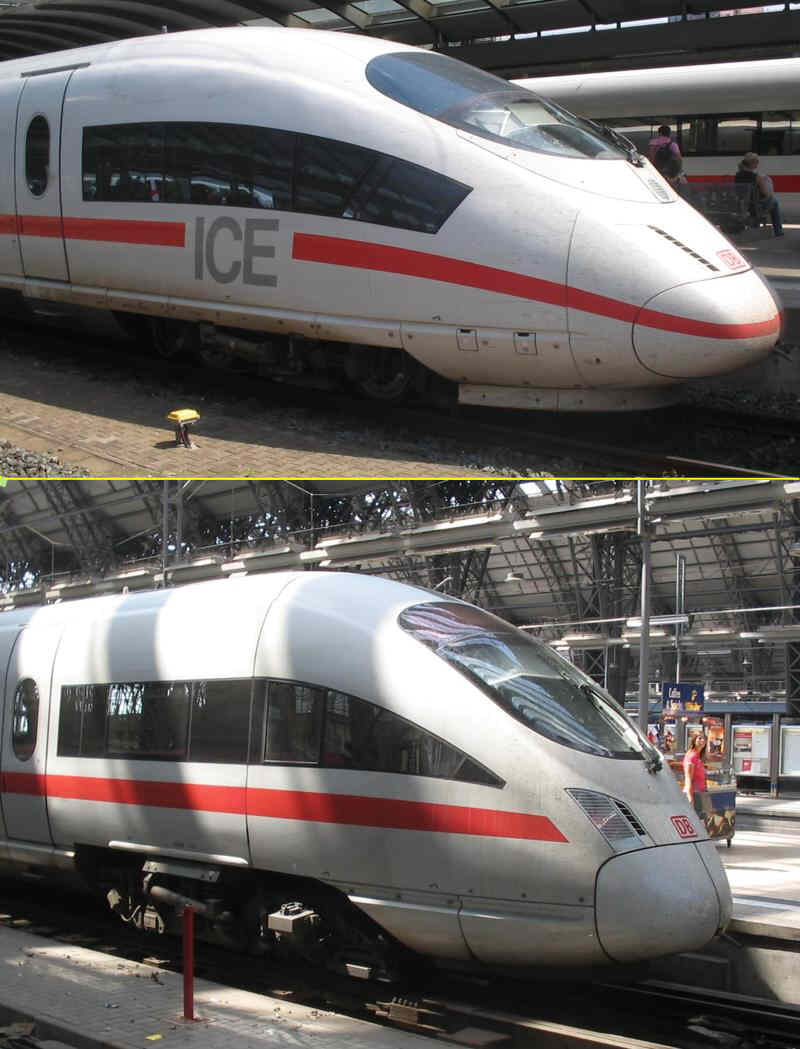
Aufgrund ihres ähnlichen Designs können ICE 3 (oben) und ICE T (unten) leicht verwechselt werden

Das Design der ICE-3-Triebzüge sollte vom ICE-T, für den die Deutsche Bahn im Herbst 1994 einen Wettbewerb ausschrieb, übernommen werden. Vorgabe war, dass die Entwürfe einfach an den ICE 3 anpassbar sein müssen, dass für beide Fahrzeugserien ein einheitliches Design zu finden sei.
In einem Briefing an die eingeladenen Designer betonte die Deutsche Bahn, dass die neuen Fahrzeuge „den technischen Fortschritt und die Existenz einer neuen Fahrzeuggeneration sichtbar machen“ sollten. Es sei „zwingend notwendig, den Fahrzeugen eine zukunftsweisende Gestalt zu geben. Sie müssen die heutigen nationalen und internationalen Standards übertreffen, denn der Einsatzschwerpunkt dieser Züge liegt im 3. Jahrtausend.“
Die Deutsche Bahn hatte erkannt, dass sie sich im Wettbewerb der Verkehrsträger stärker an den Bedürfnissen der Kunden orientieren und ihre Alleinstellungsmerkmale sowohl in der Technik als auch im Design klarer herausarbeiten müsse und gab den Designern weitgehend freie Hand für die Gestaltung.

#### Ausführung

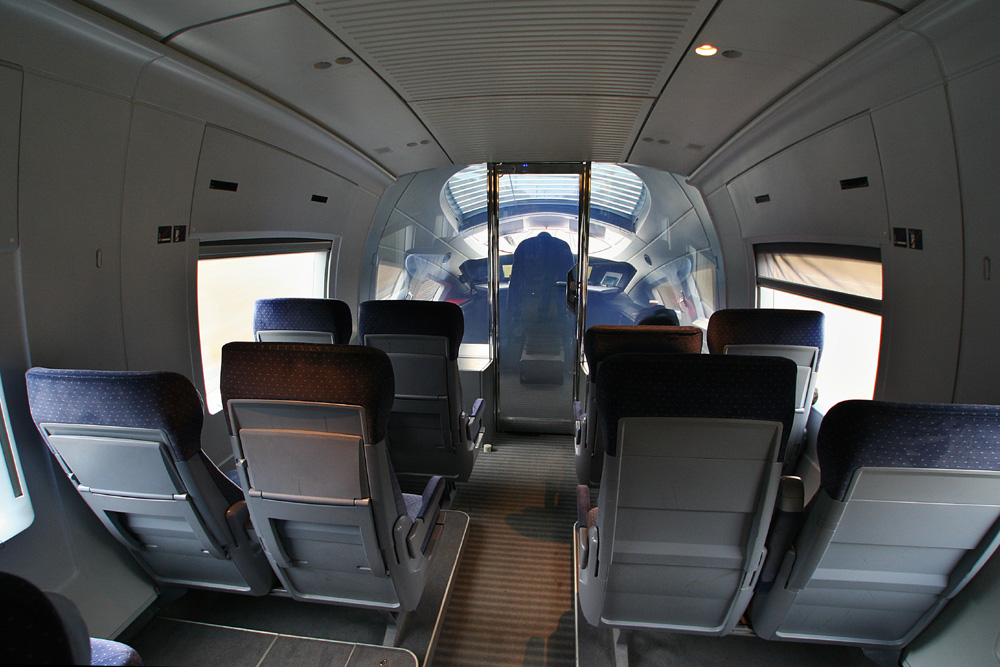
Panoramaabteil („Lounge“, hier 2. Klasse) in den Endwagen des ICE 3, hier mit Trennscheibe zum Führerstand in durchsichtigem Zustand

Zur Teilnahme an dem im Herbst 1994 eröffneten Design-Wettbewerb wurden von der Deutschen Bahn die Designbüros Pininfarina (bei Turin), DesignworksUSA (Los Angeles) und Neumeister (München) eingeladen. Sie sollten binnen fünf Wochen einen Designentwurf zusammen mit einem Modell im Maßstab 1:10 vorlegen. Die Deutsche Waggonbau AG (Görlitz) beteiligte sich aus eigener Initiative am Wettbewerb.
Die Entwürfe wurden, nach einer internen Beurteilung durch die Deutsche Bahn und die Industrie, Anfang Dezember 1994 dem Vorstand der Deutschen Bahn zur Entscheidung vorgelegt.
Den Zuschlag zur Gestaltung beider Triebzug-Baureihen erhielt 1994 ein Team um Alexander Neumeister. Lediglich der Führerstand, das Fahrgast-Informationssystem (Siemens Design & Messe, in Abstimmung mit Neumeister) und die Sitze (DesignworksUSA) wurden von anderen Unternehmen gestaltet. Das Bordrestaurant wurde ursprünglich durch Siemens Design entworfen. Nachdem deren Vorschlag beim Vorstand der Deutschen Bahn nicht akzeptiert wurde, entwickelte das Neumeister-Team in kurzer Zeit einen neuen Entwurf.
Die Designkonzeption der Züge erfolgte parallel zu der der ICE T. Das Innen- und Außendesign hebt sich deutlich von der Gestaltung der Anfang und Mitte der 1990er Jahre in Dienst gestellten ICE 1 und ICE 2 ab. Mit dem durchgehenden, verspiegelten Fensterband sowie der charakteristischen Lackierung (roter Streifen auf weißem Grund) blieben die maßgeblichen Designelemente der ICE-Familie jedoch erhalten.

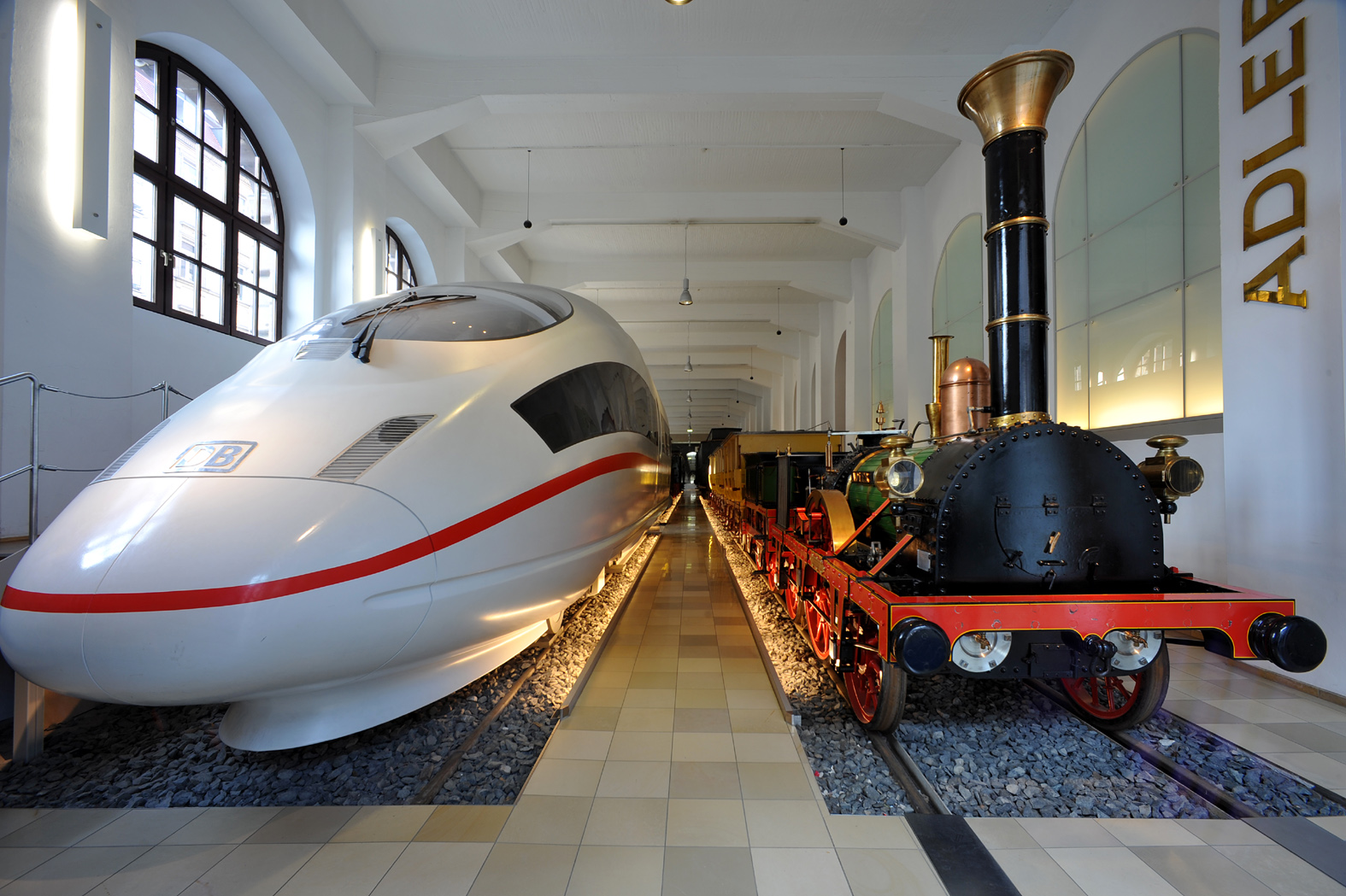
Frontsektion des Modells (links), heute ausgestellt im Verkehrsmuseum Nürnberg, neben dem Adler

Im ersten Halbjahr 1995 wurde der Wettbewerbsentwurf Neumeisters weiter ausgearbeitet und verfeinert und je ein Modell (Zwei-Meter-Modelle) der Außenform und eines Innenraum-Segments im Maßstab 1:20 erstellt und präsentiert. In den drei folgenden Monaten entstanden weitere, mehrere Millionen DM teure Modelle in Originalgröße (Mock-ups). Nicht rollfähige 1:1-Modelle von einem End- und einem Restaurantwagen wurden in einer Werkhalle von Siemens Nixdorf in Poing gebaut und, zusammen mit dem Modell eines ICE T, im Dezember 1995 an einem Bahnsteig aufgestellt und dem Bahnvorstand präsentiert. Die Mock-ups standen fast ein Jahr in der Werkshalle bei München und wurden dabei unter anderem zu Kundenbefragungen genutzt. Für technische Optimierungen entstanden Anfang 1996 darüber hinaus mehrere Modelle von dreieinhalb Wagen im Maßstab 1:20 und 1:10.
Zu den realisierten, für ICE 3 und ICE T charakteristischen, Designelementen im Innenraum zählen gewölbte, sandbestrahlte, halbtransparente, gläserne Gepäckablagen, zahlreiche Verkleidungen aus Buchenholz und die Verwendung von Chrom, Stein und Leder.
Neumeisters Wettbewerbsentwurf sah darüber hinaus zahlreiche weitere Neuerungen im Innenraum vor, die nicht umgesetzt wurden. Dazu zählen beispielsweise weitgehend drehbare Sitze, ein alternatives Lounge-Konzept und eine Innenraumbeleuchtung auf Lichtleiter-Basis mit Farbstimmungswechseln zwischen Tag und Nacht. Ursprünglich war geplant, die Züge ausschließlich mit Großraumbereichen auszustatten; im Laufe der Designentwicklung wurde durch die Deutsche Bahn der Einbau von Abteilen in der 1. Klasse gefordert. Die Sitze der ICE 3 entsprechen mit geringfügigen Änderungen weitgehend denen der ICE 2.
Das Design der ICE 3 wurde mit dem Bundespreis Produktdesign ausgezeichnet. Der vordere Teil des Endwagen-Mockups ist heute im DB Museum Nürnberg ausgestellt.
Unter den Briefmarken des Jahrgangs 2006 erschien am 5. Oktober eine Wohlfahrtsmarke mit dem Motiv eines ICE 3.

### Bestellungen und Kosten
Die Bahn bestellte bei der Industrie im Juli 1994 insgesamt 50 der neuen Hochgeschwindigkeitszüge. 13 Züge sollten im grenzüberschreitenden Verkehr einsetzbar sein. Die ersten vier Züge sollten dabei mit dem Fahrplanwechsel im Dezember 1997 zwischen Frankfurt, Köln und Amsterdam zum Einsatz kommen.
Die Anschaffungskosten für die 37 ICE 3 und 13 ICE 3M beliefen sich zunächst auf 1,6 Milliarden DM und wurden später mit 1,9 Milliarden DM angegeben. Darüber hinaus bestand eine Option auf 50 weitere Triebzüge. Am 16. März 1999 wurde beschlossen, 14 Züge aus dieser Option abzurufen. Der Rest der Option verfiel.
Im September 1995 unterzeichneten die Niederländischen Staatsbahnen und Siemens eine Absichtserklärung über den Kauf von sechs ICE-Hochgeschwindigkeitszügen. Die Produktion der insgesamt 210 Millionen Euro teuren Züge sollte im Januar 1996 beginnen, die Züge Ende 1998 übergeben werden. Die Absichtserklärung enthielt darüber hinaus eine Option auf weitere Züge. Bestellt und ausgeliefert wurden später vier Triebzüge.
In der frühen Planungsphase, bis etwa Mitte des Jahres 1996, wurden die Züge aus vertragsrechtlichen Gründen als ICE 2.2 (nach einer Quelle auch ICE 2/2) bezeichnet. Die Bezeichnung ICE 2.2 war dabei dem Umstand geschuldet, dass für den ICE-3-Liefervertrag auf ein Wandelungsrecht aus dem ICE-2-Liefervertrag über insgesamt 73 zusätzliche ICE-2-Züge zurückgegriffen wurde. Obwohl die dritte ICE-Generation sich technisch deutlich von der zweiten ICE-Generation unterschied, sollte mit der Bezeichnung ICE 2.2 die Verbindung zum ICE-2-Vertrag dokumentiert werden.
Die Einheiten wurden von dem als Arbeitsgemeinschaft ICE 2 bezeichneten Herstellerkonsortium unter der Federführung von Bombardier Transportation und Siemens Verkehrstechnik gebaut. Die Wagenkästen wurden dabei von Siemens-DUEWAG (heute: Siemens), Alstom, Adtranz und Bombardier (beide heute: Alstom) gefertigt. Die elektrische Ausrüstung lieferten Siemens und Adtranz. Der eigene Anteil von Siemens lag bei etwa 20 bis 25 Prozent. Darüber hinaus bestand eine Option auf 50 weitere achtteilige Einheiten.
Als Kompensation für einen unfallbedingt ausgeschiedenen Triebzug der Baureihe 406 kaufte die DB der NS einen ihrer Triebzüge ab. Zum 1. Januar 2013 besaß die DB wieder 63 Triebzüge, die NS nunmehr 3.

### Inbetriebnahme
Im Oktober 1998 erfolgten Rollversuche auf dem Rollenprüfstand München-Freimann. Erstmals offiziell wurden Teile eines Zuges (die drei Wagen 406 001, 201 und 301) Ende Oktober auf der Eurailspeed in Berlin ausgestellt.

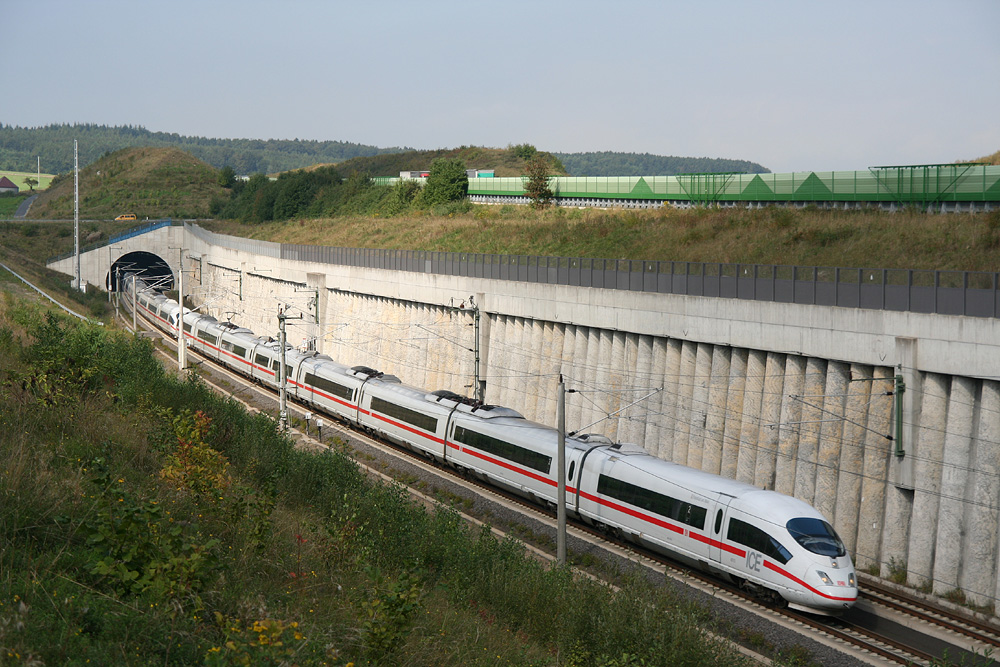
Zwei ICE 3 in Doppeltraktion auf der Schnellfahrstrecke Köln–Rhein/Main nahe Montabaur

Ab Dezember 1998 befand sich ein achtteiliger Triebzug im Prüfcenter Wegberg-Wildenrath. 1999 lief dort die Inbetriebsetzung der Züge an. Am 1. Februar 1999 absolvierte der Triebzug 301 auf dem Außenring dabei erste Fahrten mit eigener Kraft, einschließlich Fahrten im höheren Geschwindigkeitsbereich. Im März 1999 trafen die ersten beiden Endwagen eines ICE 3M für die Niederländischen Staatsbahnen am Prüfcenter ein.
Die Präsentation des ersten ICE 3 fand am 9. Juli 1999 ebenfalls in Wildenrath statt. Mitte 1999 waren je ein Triebzug der Deutschen Bahn und einer der Niederländischen Staatsbahnen zu Fahrten im Netz der DB unterwegs. Anfang August 1999 wurde ein Triebzug zu Zulassungsfahrten im Netz der Niederländischen Eisenbahnen überführt. Im März und April 2000 erfolgten erste Personalschulungsfahrten, im Mai 2000 fand ein Probebetrieb mit Mitarbeitern statt.
Am 23. Mai 2000 wurde der erste ICE 3 im ICE-Werk Berlin-Rummelsburg der Fachpresse vorgestellt. Vertreter der ICE-3-Arbeitsgemeinschaft übergaben dem damaligen Bahnchef Hartmut Mehdorn symbolisch einen großen Schlüssel für den Zug (Tz 303). Bei einer anschließenden Präsentationsfahrt für Journalisten nach Wolfsburg erreichte der Zug mit Sonderzulassung eine Höchstgeschwindigkeit von 307 km/h.
Zur Aufnahme des Fahrgastbetriebs Ende Mai 2000 standen 14 Triebzüge der Baureihen 403 und 406 zur Verfügung. Sie waren zunächst für 250 km/h auf Neubaustrecken, 200 km/h (mit LZB im Altnetz) bzw. 140 km/h (ohne LZB) zugelassen. Ihren ersten Einsatz im Fahrgastbetrieb hatten die Triebzüge als Expo-Express (EXE) zur Expo 2000 zwischen dem 1. Juni und dem 31. Oktober 2000. Ein ICE 3M verkehrte von Amsterdam über Osnabrück nach Hannover. Anfangs standen dabei acht ICE 3 und drei ICE 3M zur Verfügung. Die Höchstgeschwindigkeit der Züge war dabei zunächst in der Regel auf 200 km/h beschränkt; nur auf einzelnen Wirbelstrom-ertüchtigten Abschnitten wurden höhere Geschwindigkeiten erreicht.
Anfang Oktober 2000 standen 23 Züge der Baureihe 403 und sechs der Baureihe 406 dem Betrieb zur Verfügung. Am 5. November 2000 begann der Betrieb auf der Linie München–Hamburg/Bremen (mit Flügelung in Hannover). Gleichzeitig wurde der fahrplanmäßige Betrieb in die Niederlande aufgenommen. Zwischen Köln und Amsterdam wurde ein Zweistundentakt eingerichtet, ein Zugpaar verkehrte von bzw. bis Frankfurt am Main; zwei EuroCity-Zugpaare blieben zunächst erhalten. Ab dem 24. Oktober war bereits ein Triebzug im Umlauf von zwei EuroCity-Zugpaaren eingesetzt worden. In den ersten Betriebsmonaten liefen die Züge dabei ohne größere Störungen; aufgrund einer angenommenen Seitenwindempfindlichkeit war die Höchstgeschwindigkeit der Triebzüge auf vielen Strecken jedoch zunächst auf 200 km/h begrenzt. Im ersten Betriebsjahr blieben die Züge ohne größere Auffälligkeiten.
Bei einer weiteren Versuchsfahrt erreichte der Triebzug 4603 am 3. September 2001 eine Geschwindigkeit von 368 km/h und stellte damit einen neuen Weltrekord für in Serie gefertigte Schienenfahrzeuge auf. Zum Fahrplanwechsel im Dezember 2000 waren rund zwei Drittel der 54 bestellten Züge übergeben. Im August 2001 war die Auslieferung der ICE 3M komplett abgeschlossen.
Zur Zulassung der ICE-3-Züge für 330 km/h erreichte ein ICE 3 bei einer Abnahmefahrt am 3. September 2001 bei Gardelegen (Schnellfahrstrecke Hannover–Berlin) eine Geschwindigkeit von 367 km/h. Anhand der gewonnenen Messdaten sollte das Eisenbahn-Bundesamt bis 2002 über die Zulassung der Züge für 330 km/h entscheiden, während die betriebliche Höchstgeschwindigkeit der Züge zunächst auf 230 km/h begrenzt war. Bereits am 22. Februar 2001 hatte ein ICE 3M zwischen Berlin und Wolfsburg eine Höchstgeschwindigkeit von 355 km/h erreicht.
Für die (später erfolgte) Zulassung in der Schweiz war ein ICE-3M-Triebzug in der ersten Dezemberwoche 2000 in der Alpenrepublik unterwegs. Der Einsatz der Wirbelstrombremse, auch für Schnellbremsungen, ist dabei in der Schweiz nicht vorgesehen. Weitere Messfahrten im Auftrag des ICE-3-Konsortiums zur lauftechnischen Zulassung nach der Zugreihe R, folgten zwischen dem 1. und 15. Mai 2001. Unter anderem war dabei ein Zug auf der Gotthard-Südrampe unterwegs. Im Grauholztunnel wurden dabei Geschwindigkeiten über 200 km/h erreicht. Ende 2001 liefen für die Zulassung der Fahrzeuge Versuchsreihen in der Schweiz, Belgien und Frankreich. Die Zulassung in der Schweiz wurde nach sechs Monaten erteilt. Da eine Umrüstung der ZUB-262-Geräte auf die inzwischen notwendigen Euro-ZUB-Geräte aus Kostengründen nicht erfolgte, wurde diese Zulassung letztlich nicht genutzt.
In Vorbereitung auf die Inbetriebnahme der Neubaustrecke Köln–Rhein/Main fanden Ende August 2001 Abschlepp- und Kuppelversuche mit in starken Steigungen liegengebliebenen Zügen auf der Steilrampe Erkrath–Hochdahl statt. Ab Januar 2002 wurden die Züge dabei für Streckenzulassungsfahrten auf der Neubaustrecke Köln–Rhein/Main eingesetzt.
Ab Oktober 2001 erfolgte ein Probebetrieb (ohne Fahrgäste) auf der neuen Schnellfahrstrecke Köln–Rhein/Main. Zur Eröffnung der Schnellfahrstrecke befuhren zwei ICE-3-Vollzüge (jeweils in Doppeltraktion) die Strecke parallel (Triebzüge 328/331 und 307/302). Vom 1. August bis 14. Dezember 2002 wurden acht ICE-3-Triebzüge für den fahrplanmäßigen Pendelverkehr zwischen Köln und Frankfurt eingesetzt. Auf der neuen Hochgeschwindigkeitsstrecke erreichten die Züge mit 300 km/h erstmals im Reisezugverkehr höhere Geschwindigkeiten als die für 280 km/h zugelassenen übrigen ICE-Triebzüge.
Um die Laufsicherheit der Züge bei starkem Seitenwind sicherzustellen, wurden in beide Endwagen aller Einsystemzüge in der zweiten Jahreshälfte 2002 Unterflurgewichte von je 1550 kg je Wagen eingebaut. Mit Aufnahme des vollen Betriebsprogramms auf der Neubaustrecke wurden am 15. Dezember 2002 die ICE-3-Züge von der Nord-Süd-Relation Hamburg/Bremen–München zurückgezogen. Auf der neuen Strecke stellten sich zahlreiche technische Probleme ein, die zu Verspätungen und Zugausfällen führten. So mussten alle von Bombardier gelieferten Fahrmotoren überarbeitet werden (insgesamt jeder zweite), ebenso wie die Wirbelstrombremsen, die regelmäßig auf den Schienen aufschlugen – durch die somit abgelöste Isolierung konnte Wasser in die Spulen eindringen, das zu Kurzschlüssen führte. Nach Bahnangaben seien in den Diagnosesystemen der Züge täglich bis zu 700 Störungsmeldungen der beiden höchsten Kategorien aufgelaufen. Auch bei der Kupplung zweier Zugteile sei es laut Medienberichten wiederholt zu Problemen gekommen. Auch beim Übergang in das belgische 3-kV-Netz kam es regelmäßig zu Problemen. Im Sommer 2003 erwiesen sich die Klimaanlagen der Züge als zu schwach. Es kam zu zahlreichen Ausfällen überlasteter Klimaanlagen. Ende März 2004 begann die Umrüstung der Anlagen; äußerlich sind diese an Dachaufsätzen erkennbar, mit denen ein Ansaugen von warmer Abluft verhindert werden soll.
Zum Fahrplanwechsel am 15. Dezember 2002 wurde der Vollbetrieb auf der Neubaustrecke Köln–Rhein/Main mit ICE-3-Zügen aufgenommen. Durchschnittlich 33 Garnituren der Baureihe 403 und elf der Baureihe 406 wurden für täglich 112 Zugfahrten auf sieben Linien eingesetzt. Die mittlere Fahrleistung der Triebzüge erreichte dabei rund 500 000 km pro Jahr. Nach Herstellerangaben handelte es sich dabei neben den beiden früheren ICE-Generationen um die höchsten Jahreslaufleistungen aller Hochgeschwindigkeitszüge weltweit. Das plötzliche Auftreten einer Reihe von technischen Problemen im Jahr 2003 wurde durch den Hersteller maßgeblich mit der hohen Beanspruchung der Flotte begründet. Bis Ende Oktober 2003 erreichte die ICE-3-Flotte eine Laufleistung von insgesamt rund 46 Millionen Kilometern.
Zum Fahrplanwechsel am 14. Dezember 2003 wurde durch eine weitere Verdichtung der Einsätze die planmäßige jährliche Laufleistung auf mehr als 550 000 Zugkilometer erhöht. Damit sei der Spitzenwert in der ICE-Familie erreicht worden. Für 2004 war eine weitere Steigerung der Laufleistung geplant.
Am 21. Dezember 2004 fuhren der damalige Bundeskanzler Gerhard Schröder und Russlands Präsident Wladimir Putin in einem ICE 3 von Dortmund nach Düsseldorf. Anlass war die Bestellung von 60 Velaro RUS durch die Russische Staatsbahn. Bis zum Jahreswechsel 2004/2005 hatte die ICE-3-Flotte rund 70 Millionen Kilometer zurückgelegt, einzelne Triebzüge bis zu 1,8 Millionen Kilometer.
Infolge von erhöhten Schadständen und anderen Ursachen wurden im Sommer 2005 zeitweise einige Züge der Linie 41 (Nürnberg–Essen) gestrichen.
Ende 2005 wurden sieben ICE 3 als erste ICE-Züge für mobilen Internetzugang (so genanntes Mobility Net) ausgerüstet. Inzwischen verfügen alle ICE 3 für den Binnenverkehr (Baureihe 403) über diese Ausrüstung, über die auf einzelnen Strecken per WLAN auf das Internet zugegriffen werden kann.
2002 und 2006 wurden je zwei ICE-3-Triebzüge in Doppeltraktion zur Eröffnung der Schnellfahrstrecke Köln–Rhein/Main und der Schnellfahrstrecke Nürnberg–Ingolstadt eingesetzt.
Mitte 2006 wurde ein neuer Kupplungskopf an einem ICE 3 erprobt.

### Umbau der Inneneinrichtung (2002)

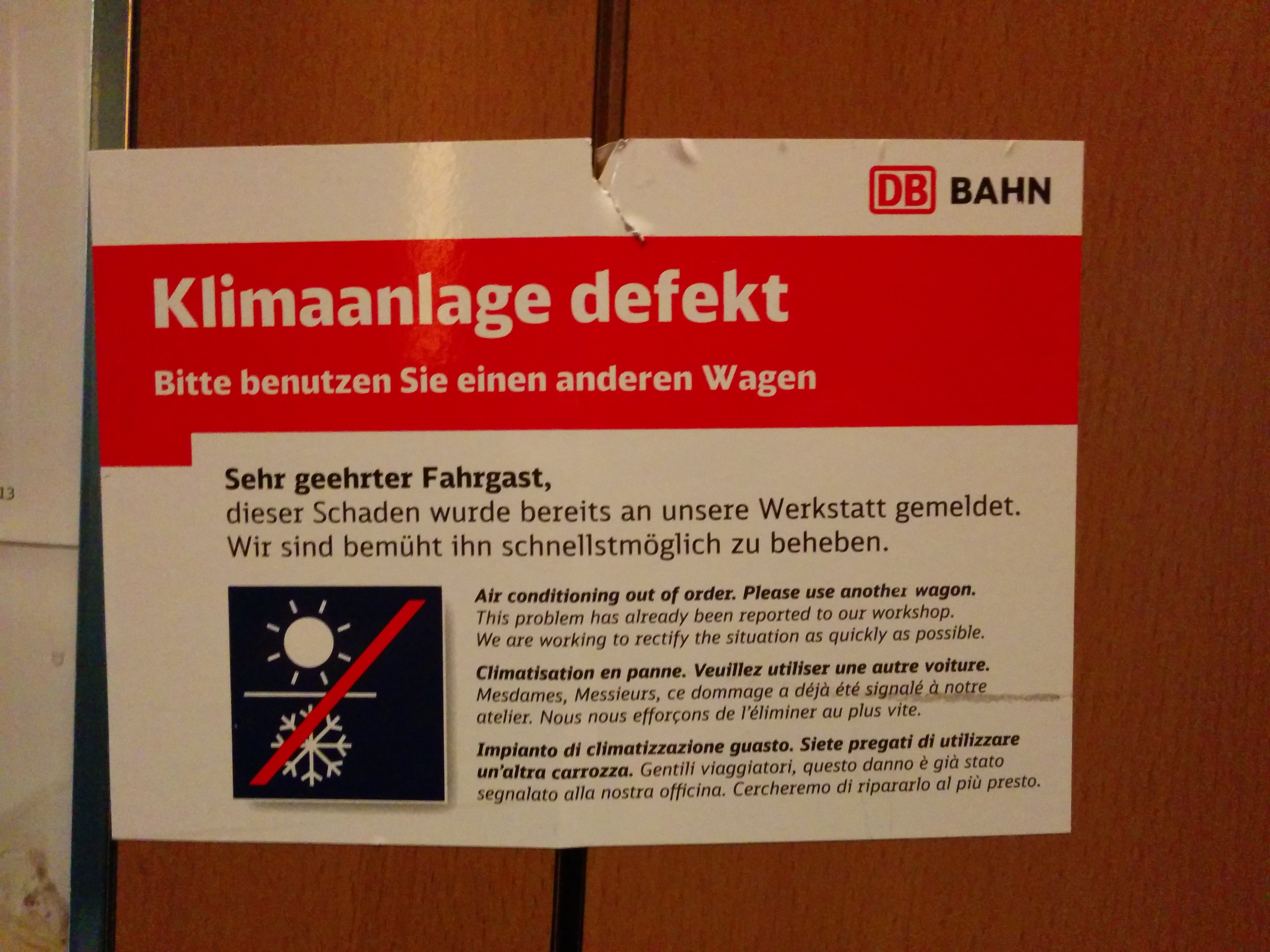
Hinweis auf defekte Klimaanlage in einem Wagen eines ICE-Zugs

Ursprünglich bestanden die Züge aus vier Wagen der 2. und drei Wagen der 1. Klasse, die durch einen Speisewagen getrennt waren. Sie boten 415 (Baureihe 403; davon 141 in der 1. Klasse) bzw. 404 (Baureihe 406) Sitzplätze – jeweils einschließlich 24 Plätzen im Restaurant.
Anfang 2002 erfolgte in den Ausbesserungswerken Delitzsch und Hagen ein Umbau der Inneneinrichtung der Züge. Untersuchungen im Hinblick auf die bevorstehende Eröffnung der Schnellfahrstrecke Köln–Rhein/Main hatten ergeben, dass die Zahl der Sitzplätze in der 1. Klasse zu hoch, in der 2. Klasse dagegen zu niedrig bemessen gewesen sei.
Dabei wurde der neben dem Speisewagen laufende Mittelwagen 26/36 der 1. Klasse in die 2. Klasse umgebaut; die drei Abteile des Wagens blieben dabei erhalten – erstmals stehen damit in der 2. Klasse ebenfalls drei Abteile zur Verfügung. Im Rahmen der Umrüstung wurde der Sitzabstand (Großraum) dort von 971 auf 920 mm reduziert. Darüber hinaus wurden in beiden Klassen ein Teil der Tische und Garderoben entfernt. Die Zahl der Sitzplätze konnte durch die Maßnahmen auf 441 (Baureihe 403) beziehungsweise 431 (Baureihe 406) gesteigert werden. Eine andere Quelle spricht von einer Steigerung von 416 auf 454 Sitzplätze je Zug – während die Zahl der Sitzplätze in der 1. Klasse von 141 auf 98 zurückging, stieg die Zahl der Plätze in der 2. Klasse von 250 auf 356. Dadurch wurde die Abstimmung der Sitzplätze auf die Fenster aufgegeben, wodurch manche Fensterplätze auf Höhe einer Außenwand liegen (so genannte Wandfensterplätze).
Im Kinderabteil entfielen Spielwand und Spielzeugmotorrad; das Abteil wurde zum Multifunktionsabteil umdeklariert. Auf massive Kritik stieß die Entfernung des Restaurantbereiches, der durch Bistrotische und zwölf reguläre Fahrgastsitze der 2. Klasse ersetzt wurde. Im Rahmen eines neuen Gastronomiekonzeptes sollten dabei, ab Eröffnung der Schnellfahrstrecke Köln–Rhein/Main, statt des Restaurants ein verstärkter Am-Platz-Service angeboten werden. Pläne, dieses Konzept nach Eröffnung der Strecke auf weitere ICE-Triebzüge auszuweiten, setzte die Deutsche Bahn nicht um.
Das Gewicht pro Sitzplatz (in der ursprünglichen Bestuhlung) wurde gegenüber den ICE 2 um zehn Prozent vermindert. Die Trittstufen wurden für Bahnsteighöhen von 760 und 550 mm optimiert.

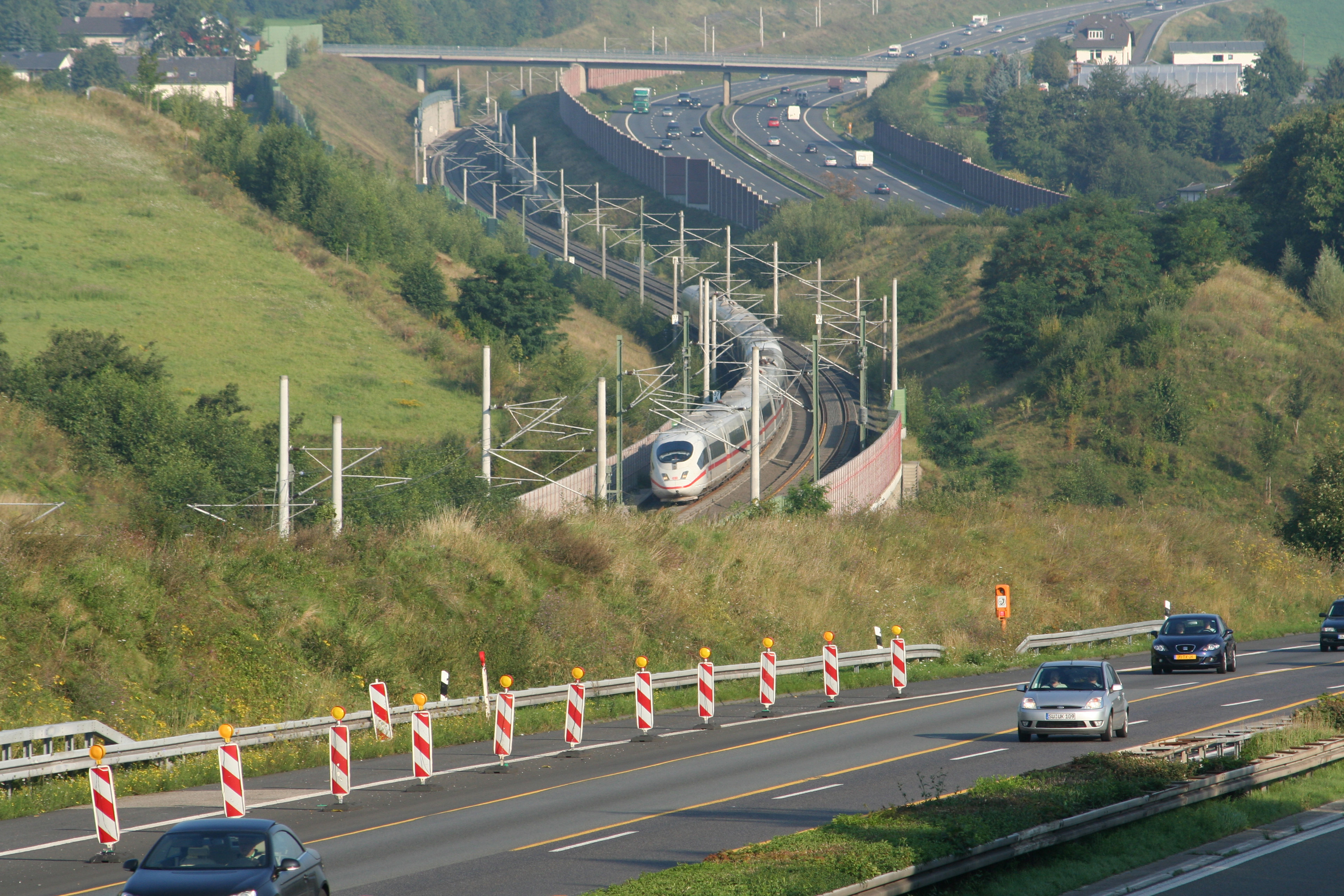
Die in enger Verkehrswegebündelung mit der A 3 trassierte Schnellfahrstrecke Köln–Rhein/Main ist heute das Haupteinsatzgebiet der ICE 3.

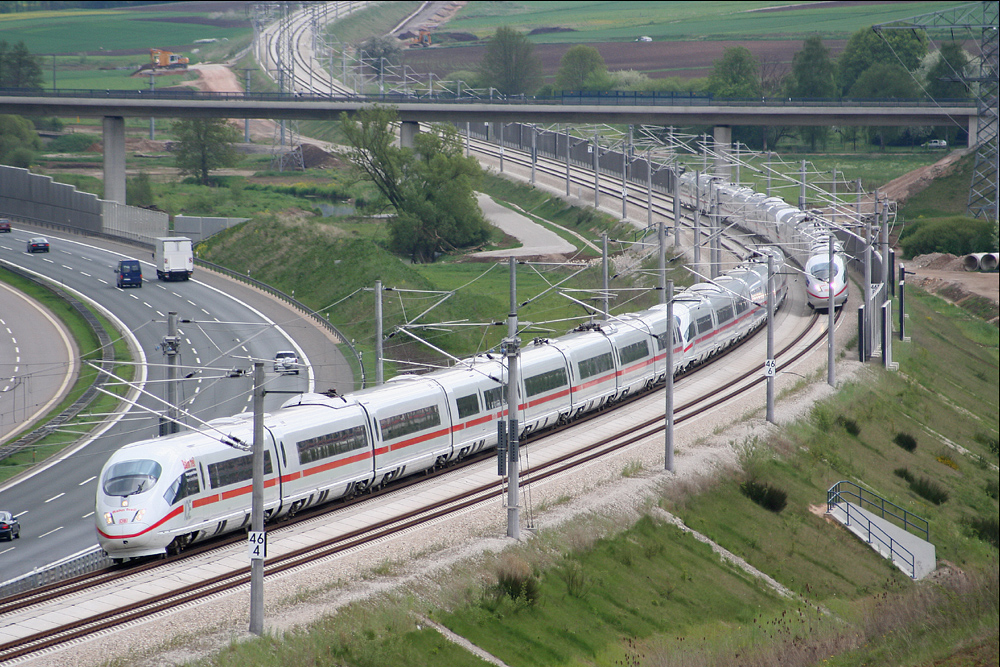
Zwei parallel fahrende ICE-3-Vollzüge auf der Eröffnungsfahrt der Neubaustrecke Nürnberg–Ingolstadt, auf dem Weg nach Nürnberg

### Probleme der Radsatzwellen
Am 9. Juli 2008 um 16:12 Uhr entgleiste der Triebzug 310 Wolfsburg, der als ICE 518 von München nach Dortmund unterwegs war, bei der Ausfahrt aus dem Kölner Hauptbahnhof vor der Hohenzollernbrücke aufgrund einer gebrochenen Radsatzwelle. Der Zug wurde durch eine Notbremsung zum Stillstand gebracht, nachdem der Radsatz über die Schwellen rollte. Verletzt wurde bei dem Unfall niemand, die Fahrgäste konnten über Türen am Ende der beiden Zugteile auf den Bahnsteig zurückkehren. Bereits während der Fahrt auf der Schnellfahrstrecke von Frankfurt am Main Flughafen Fernbahnhof nach Köln Hbf hatten Fahrgäste das Zugbegleitpersonal über auffällige Fahrgeräusche informiert. Die Bundesstelle für Eisenbahnunfalluntersuchung kommt in ihrem Untersuchungsbericht zu dem Schluss, dass die Welle bereits vor der Einfahrt nach Köln Hbf gebrochen war, außerdem deuteten „Aussagen des Zugbegleitpersonals, Auswertungen der Heißläuferortungsanlagen und das Schadbild der Bruchflächen der gebrochenen Radsatzwelle […] darauf hin, dass die Radsatzwelle bereits im Zulauf des Zuges nach Köln Hbf auf der Neubaustrecke im nördlichen Streckenabschnitt im Bereich Dierdorf – Windhagen gebrochen sein könnte.“
Aufgrund von Gefahr im Verzug ordnete das Eisenbahn-Bundesamt am 10. Juli 2008 per Bescheid an, alle ICE-3-Züge nach Beendigung der Fahrt an diesem Tag außer Betrieb zu nehmen, bei denen die Ultraschall-Prüfung der Radsatzwellen mehr als 60 000 Kilometer zurücklag. Die regelmäßigen Intervalle für Ultraschalluntersuchungen der Radsatzwellen aus dem Edelstahl 34CrNiMo6 wurden ebenfalls durch EBA-Anordnung von 300 000 auf 60 000 km verkürzt. (Später folgte eine weitere Verkürzung auf 30 000 km.) Betroffen waren zunächst 61 von 67 Triebzügen. Dadurch fielen in den folgenden Tagen mehrere hundert Züge ganz oder in Teilabschnitten aus oder wurden durch Ersatzzüge ersetzt.
Als wahrscheinliche Ursache für den Bruch der Radsatzwelle gilt nach einem Gutachten der Bundesanstalt für Materialforschung von 2009 eine Materialverunreinigung. Vatroslav Grubisic, ein Fachmann für die Bemessung von Fahrzeugteilen, hatte bereits vor dem Unfall unter Hinweis auf den Bruch einer Radsatzwelle bei einem ICE TD vor der unzureichenden Auslegung der Radsatzwellen gewarnt. Seine Betrachtungen zur Dimensionierung der Radsatzwellen sind jedoch in der Fachwelt umstritten.
Im Oktober 2008 setzte das Eisenbahn-Bundesamt die Prüfintervalle für die Radsatzwellen weiter herab, nachdem zuvor bei einer ähnlichen Welle eines ICE T ein zwei Millimeter tiefer Riss entdeckt worden war. In der Folge kam es bei den ICE 3 zu Umlaufeinschränkungen, die zum Ausfall von Zugteilen und ganzen Zügen führten. Die nunmehr alle etwa 20 Tage notwendige Diagnose aller 32 Radsatzwellen eines ICE-3-Triebzuges nimmt mindestens 16 Stunden je Triebzug in Anspruch.
Eine Arbeitsgruppe von Deutscher Bahn, Siemens, Alstom und Bombardier arbeitete Anfang 2009 an technischen Lösungen. Bei einem Komplett-Austausch der Radsatzwellen wurde zunächst mit Kosten in Höhe von etwa zehn Millionen Euro gerechnet. Die Lieferzeit für neue Wellen habe damals bei etwa sechs Monaten gelegen, wobei der Einbau über etwa ein bis eineinhalb Jahre hätte erfolgen können. Die Radsatzwellen der ICE-3-Züge der zweiten Bauserie wurden nicht beanstandet. Die Deutsche Bahn erachtete Anfang 2009 einen Austausch aller Radsatzwellen für notwendig. Die Industrie sei aus Sicht des Unternehmens aufgefordert gewesen, sich darum zu kümmern.
Bis Mitte 2009 beschaffte die Deutsche Bahn im Zusammenhang mit dem Unfall nach eigenen Angaben elf neue Ultraschallanlagen im Gesamtwert von drei Millionen Euro. Anfang Januar 2010 sprach das Unternehmen davon, mit elf zusätzlichen Ultraschallanlagen, 135 zusätzlichen Mitarbeitern und dem neuen ICE-Werk Leipzig die für den Kunden spürbaren Einschränkungen weitgehend reduziert zu haben.
Mitte Juli 2009 stellte die Staatsanwaltschaft Köln das Ermittlungsverfahren gegen Mitarbeiter der Deutsche Bahn mangels Tatverdachts ein. Mitarbeitern der DB seien keine Pflichtverletzungen bei der Eingangskontrolle der Radsatzwellen vorzuwerfen.
Am 12. Oktober 2009 gab die Deutsche Bahn eine Einigung mit Siemens und Bombardier bekannt. Demnach sollten neue Treibradsatzwellen aus dem Edelstahl 25 CrMo 4 (EA4T) für die Züge entwickelt und getestet werden. Nach Zulassung der Wellen sollten alle rund 1200 Treibradsatzwellen an den ICE-3-Zügen getauscht werden. Laut Presseberichten sollten die Hersteller für die Ersatzteilkosten (geschätzt 84 Millionen Euro) aufkommen. Mit einer Zulassung der Radsatzwellen wurde zunächst bis Ende 2010 gerechnet, mit einem Einbau in der Serie im Jahr 2011. Die Deutsche Bahn rechnete Mitte 2012 damit, im dritten Quartal 2012 mit der Umrüstung auf die rund 1200 neuen Radsätze beginnen zu können. Bis zum Fahrplanwechsel im Dezember 2012 sollten demnach zehn Züge umgerüstet sein. Ende 2014 sollte die Umrüstung beendet werden. Das Intervall für die Ultraschallkontrollen sollte damit von 30 000 wieder auf 240 000 Kilometer angehoben werden. Durch Verzögerungen im Zulassungsprozess konnte der ursprünglich für 2011 angepeilte Beginn der Umrüstung nicht gehalten werden.
Im Februar 2012 standen die neuen Wellen zur Verfügung. Die 1200 neuen Achsen waren Anfang 2013 vollständig produziert und eingelagert. Das Eisenbahn-Bundesamt bestand aufgrund des höheren Gewichts auf einer Neuzulassung und Probefahrten für jeden einzelnen Triebzug. Die DB plante Anfang 2012, die Zulassung im ersten Quartal 2013 zu erhalten und die Umrüstung voraussichtlich 2015 abzuschließen. Laut einem Medienbericht von Ende 2013 sollte der Einbau der neuen Wellen Anfang 2014 beginnen und zweieinhalb Jahre dauern.
Die Zulassung erfolgte schließlich Ende Oktober 2014; anschließend wurde mit dem Umbau begonnen, der bis 2016 abgeschlossen werden sollte. Aus technischen Gründen sollten zunächst nur die 50 Züge der Baureihe 403 umgerüstet werden. Im März 2019 teilte DB Fernverkehr der Bundesstelle für Eisenbahnunfalluntersuchung mit, dass der Tausch der Treibradsatzwellen für die Baureihe 403 abgeschlossen ist.
Siemens übernahm die Entwicklungskosten der neuen Achsen, die Deutsche Bahn die Kosten für Zulassung und Einbau. Über die Gesamtkosten des Austausches vereinbarten Siemens und die Deutsche Bahn Stillschweigen. Sie sollen im unteren zweistelligen Millionen-Euro-Bereich liegen. Der Deutschen Bahn sei durch die verkürzten Prüfintervalle laut einem Pressebericht ein Schaden von mehreren hundert Millionen Euro entstanden (Umsatzausfälle, zusätzliche Mitarbeiter, Kosten für Wartung und Erneuerung der Achsen). Inoffiziell seien es bis einschließlich 2009 350 Millionen Euro. Bahnchef Rüdiger Grube hatte den Schaden der Bahn durch die Probleme an den Radsatzwellen der ICE 3 und ICE T im Juni 2009 auf 250 Millionen Euro beziffert und Schadenersatzklagen gegen die Hersteller Siemens, Bombardier und Alstom angekündigt. Vorher sollte jedoch verhandelt werden; gegebenenfalls seien auch Rabatte bei Neubeschaffungen der Bahn eine Lösung. Siemens sieht keine Grundlage für Schadenersatz, da die Wellen nach geltenden Normen hergestellt und von der Bahn abgenommen worden seien. Auch Bombardier sieht keine Grundlage für Schadenersatz.
Seit 2016 betreibt die DB drei akustische Messsysteme zur frühzeitigen Lagerdefekterkennung.

### Baureihe 407
2007 startete die Bahn eine Ausschreibung für weitere Viersystem-Triebzüge (für Deutschland, Frankreich, Belgien und optional in die Schweiz) für eine Höchstgeschwindigkeit von 320 km/h und mindestens 420 Sitzplätze, aus der Siemens mit einem achtteiligen Velaro-D-Triebzug als Sieger hervorging. Die Triebzüge werden der ICE-3-Flotte zugerechnet, obwohl sie eine Neukonstruktion sind. Jedoch ist das Konzept und die Technik des DB-Baureihe 406 (ICE 3M) sehr ähnlich. Sie verkehren nach Frankreich und innerhalb Deutschlands. Die ursprünglich angestrebte Zulassung für Belgien ist bisher nicht erfolgt.
Die zunächst für Dezember 2011 vorgesehene Inbetriebnahme verzögerte sich um über zwei Jahre. Die 16 vorgesehenen Einheiten standen auch nicht wie vorgesehen zum Fahrplanwechsel im Dezember 2012 zur Verfügung, weil das Eisenbahn-Bundesamt keine Zulassung erteilte. Ein Gutachter hatte bemängelt, dass das Bremssystem durch Probleme bei der Steuerungssoftware erst mit einer Verzögerung von über einer Sekunde ansprach. Hinzu kamen offenbar noch weitere technische Probleme. Im September 2013 rechnete die Deutsche Bahn nicht mehr mit dem Einsatz im Binnenverkehr vor dem ersten Quartal 2014 und der vollen internationalen Einsatzfähigkeit vor Ende 2016. Tatsächlich erteilte das Eisenbahn-Bundesamt die Zulassung kurz vor Weihnachten 2013 und ab Sommer 2015 wurden die Züge auf Verbindungen nach Paris eingesetzt.

### Modernisierung der Innenausstattung
2016, nach Abschluss des Ende 2013 begonnenen und Ende 2015 abgeschlossenen ICE-T-Redesigns, sollen die 67 ICE 3 für 200 Millionen Euro im Ausbesserungswerk Nürnberg modernisiert werden. Anfang 2015 sollte der Vorstand der Deutschen Bahn über das Redesign der Baureihen 403 und 406 entscheiden. Der Umbau sollte frühestens im 4. Quartal 2015 beginnen und im 4. Quartal 2020 enden.
Im Jahr 2016 sollte zunächst ein Zug probeweise umgebaut werden. Der Serienumbau war nunmehr ab Ende 2016 vorgesehen, der Einsatz erster modernisierter Fahrzeuge war für Juli 2017 geplant. Der Rest der Flotte sollte ursprünglich bis 2020 umgebaut werden. Je Zug waren zunächst zwölf, später acht Wochen vorgesehen. Bis Dezember 2017 hatten elf Züge das Redesign durchlaufen, bis Ende 2018 18 Triebzüge; der erste Mehrsystemtriebzug erhielt das Redesign im Frühjahr 2019. Von Oktober 2018 bis Spätsommer 2019 wurde das Redesign-Programm ausgesetzt, daher wurde 2020 der bisherige Zeitplan verworfen. Nunmehr sollen alle Triebzüge das Redesign bis Frühjahr 2024 durchlaufen haben. Das Redesign wird für alle Züge in Nürnberg durchgeführt.
Die Züge erhalten im Rahmen des Redesigns eine komplett neue Inneneinrichtung. Die Züge der Baureihe 403 erhalten neue Sitze. Vor dem Umbau sollte, spätestens ab dem 4. Quartal 2014, eine drei- bis sechsmonatige Erprobung und Marktforschung mit jeweils maximal 70 Sitzen beider Klassen von drei ausgewählten Anbietern stattfinden. Auch der Einbau neuer Klimaanlagen ist vorgesehen. Auch der Einbau eines klassischen Bordrestaurants sowie des europäischen Zugsicherungssystems ETCS ist vorgesehen. Erkenntnisse aus dem ICE-T-Probezug 1129 sollen in ICE-3-Redesign einfließen. Im Dezember 2017 waren zwölf Triebzüge mit ETCS (SRS 3.4.0) ausgerüstet. Die Triebzüge zählen damit zu den weltweit ersten nach Baseline 3 ausgerüsteten Fahrzeugen.
Nach Abschluss des Redesigns sollen beide Bauserien der Baureihe 403 einheitlich 450 Sitzplätze bieten, davon 101 in der 1. und 349 in der 2. Klasse. Die Züge der Baureihe 406 sollen über 444 Sitzplätze verfügen, davon 99 in der 1. und 345 in der 2. Klasse. Die Restaurants sollen über jeweils 20 Sitzplätze verfügen. Aufgrund schmalerer Sitze soll der Sitzteiler (Knietiefmaß) um wenige Millimeter auf 82 cm (2. Klasse) bzw. 90 cm (1. Klasse) erhöht werden. Die Abteile in der ersten Klasse bleiben erhalten.
Im Oktober 2019 kündigte die DB an, ab 2020 insgesamt fast 60 000 Sitze in den ICE 3 und ICE 4 durch ein neues Modell auszutauschen. Die Sitze seien bequemer und zuvor von 600 Personen im Sitzlabor sowie 5800 Fahrgästen getestet worden.

### Gesteigerter Fahrzeugbedarf
Seit der Inbetriebnahme der Schnellfahrstrecke Nürnberg–Erfurt Ende 2017 fahren ICE-3-Züge als ICE Sprinter zwischen Berlin und München. Zudem verkehren sie seit 2015 auf der ICE-Sprinter-Linie 15 (Berlin–Erfurt–Frankfurt) über die Neubaustrecke Erfurt–Halle. In Teilabschnitten sind beide Neubaustrecken des Verkehrsprojekts Deutsche Einheit Nr. 8 (VDE 8) für eine Geschwindigkeit von 300 km/h zugelassen. Da nur die ICE 3 diese Geschwindigkeit fahren können, sollten mehr dieser Triebzüge auf der VDE 8 eingesetzt werden. Deswegen wurden ab 2021 auf der Linie 42 (Dortmund–Stuttgart–München) ICE 3 durch dreizehnteilige ICE 4 abgelöst.
Die Deutsche Bahn erwog im Jahr 2019, „eine Art ICE 5“ zu beschaffen, dessen Indienststellung allerdings mindestens fünf bis sechs Jahre gebraucht hätte. Stattdessen gab die Deutsche Bahn im Juli 2020 bekannt, bei Siemens für rund eine Milliarde Euro 30 neue Züge des Typs Siemens Velaro MS, einer von der ICE 3 Baureihe 407 abgeleiteten Variante, in Auftrag gegeben zu haben. Im Rahmen der Konzernstrategie „Starke Schiene“ sollen sie die Zahl der Hochgeschwindigkeitsverbindungen erhöhen. Die ersten Exemplare des als ICE 3 neo bezeichneten Zuges sind bereits seit 5. Dezember 2022 im Einsatz.
Im Februar 2022 wurde bei der Vorstellung des ersten Zuges der Baureihe 408 bekannt gegeben, dass 43 der bestehenden 60 Optionen zur Aufstockung der „300 km/h-Flotte“ beauftragt wurden. Die restlichen 17 Optionen aus dem Rahmenvertrag wurden im März 2023 eingelöst, somit sind insgesamt 90 Züge der Baureihe 408 (ICE3 neo) bestellt.
Die älteren Triebzüge der Baureihe 406 wurden ab Juni 2024 durch die Züge der Baureihe 408 (ICE 3neo) im internationalen Verkehr abgelöst.

## Wagenreihung und -einrichtung
Die 67 Triebzüge setzen sich einheitlich aus acht Wagen zusammen:
- angetriebener Endwagen der ersten Klasse mit Großraumbereich und Lounge (Wagen 29/39, Baureihe 403.0/406.0)
- nicht angetriebener Trafowagen der ersten Klasse mit Großraumbereich und drei Abteilen (Wagen 28/38, Baureihe 403.1/406.1)
- angetriebener Stromrichterwagen der zweiten Klasse mit Großraumbereich und drei Abteilen (Wagen 27/37, Baureihe 403.2/406.2) – bis 2002 Wagen der ersten Klasse. In den 13 Zügen, die 2005/2006 ausgeliefert wurden, ist der Wagen als durchgehender Großraumwagen ausgeführt.
- nicht angetriebener Mittelwagen mit Sitzbereich, Galley, Bordrestaurant und/oder Bistro mit vier Stehtischen sowie Zugbegleiterabteil, Telefonzelle (später entfernt) und Personaltoilette (Wagen 26/36, Baureihe 403.3/406.3).
- nicht angetriebener Mittelwagen der zweiten Klasse mit barrierefreiem WC (mit Wickeltisch), Kinderabteil und Großraumbereich (Wagen 25/35, Baureihe 403.8/406.8)
- angetriebener Stromrichterwagen mit Großraumbereich der zweiten Klasse (Wagen 23/33, Baureihe 403.7/406.7)
- nicht angetriebener Trafowagen mit Großraumbereich der zweiten Klasse (Wagen 22/32, Baureihe 403.6/406.6)
- angetriebener Endwagen mit Großraumbereich der zweiten Klasse und Lounge (Wagen 21/31, Baureihe 403.5/406.5)

Verkehren die Züge mit einer Zugeinheit als Halbzug, tragen die Wagen die Nummern 21 bis 29. Verkehren zwei Halbzüge als Ganzzug gekuppelt, erhalten die Wagen der beiden Zugeinheiten die Nummern 21 bis 29 und 31 bis 39.
Folgende Tabelle gibt eine Übersicht über den Aufbau der ICE-3-Triebzüge:
| Ordnungsnummer         | [x9]    | [x8]    | [x7]    | [x6]    | [x5]    | [x4]    | [x3]    | [x2]    | [x1]    |
| ---------------------- | ------- | ------- | ------- | ------- | ------- | ------- | ------- | ------- | ------- |
| Baureihe 403 (8 Wagen) | 5 403.0 | 5 403.1 | 5 403.2 | 5 403.3 | 5 403.8 | –       | 5 403.7 | 5 403.6 | 5 403.5 |
| Baureihe 406 (8 Wagen) | 5 406.0 | 5 406.1 | 5 406.2 | 5 406.3 | 5 406.8 | –       | 5 406.7 | 5 406.6 | 5 406.5 |
| Baureihe 407 (8 Wagen) | 5 407.0 | 5 407.1 | –       | 5 407.2 | 5 407.3 | 5 407.8 | 5 407.7 | 5 407.6 | 5 407.5 |
| Baureihe 408 (8 Wagen) | 5 408.0 | 5 408.1 | –       | 5 408.2 | 5 408.3 | 5 408.8 | 5 408.7 | 5 408.6 | 5 408.5 |

Die Triebzüge sind achsensymmetrisch aufgebaut. Die ersten und letzten vier Wagen bilden jeweils eine Traktionseinheit:
- Wagen 1 und 8: Endwagen
- Wagen 2 und 7: Trafowagen
- Wagen 3 und 6: Stromrichterwagen
- Wagen 4 und 5: Mittelwagen

Hervorgehobene Einheiten sind angetrieben
Besonderheiten:
- Wagen 5 403.0/5 406.0/5 407.0: Endwagen der ersten Klasse mit Führerstand
- Wagen 5 403.1/5 406.1/5 407.1: Trafowagen erster Klasse, mit Stromabnehmer
- Wagen 5 403.5/5 406.5/5 407.5: Endwagen der zweiten Klasse mit Führerstand
- Wagen 5 403.6/5 406.6/5 407.6: Trafowagen zweiter Klasse, mit Stromabnehmer
- Wagen 5 403.3/5 406.3/5 407.2: Bordbistro / Bordrestaurant

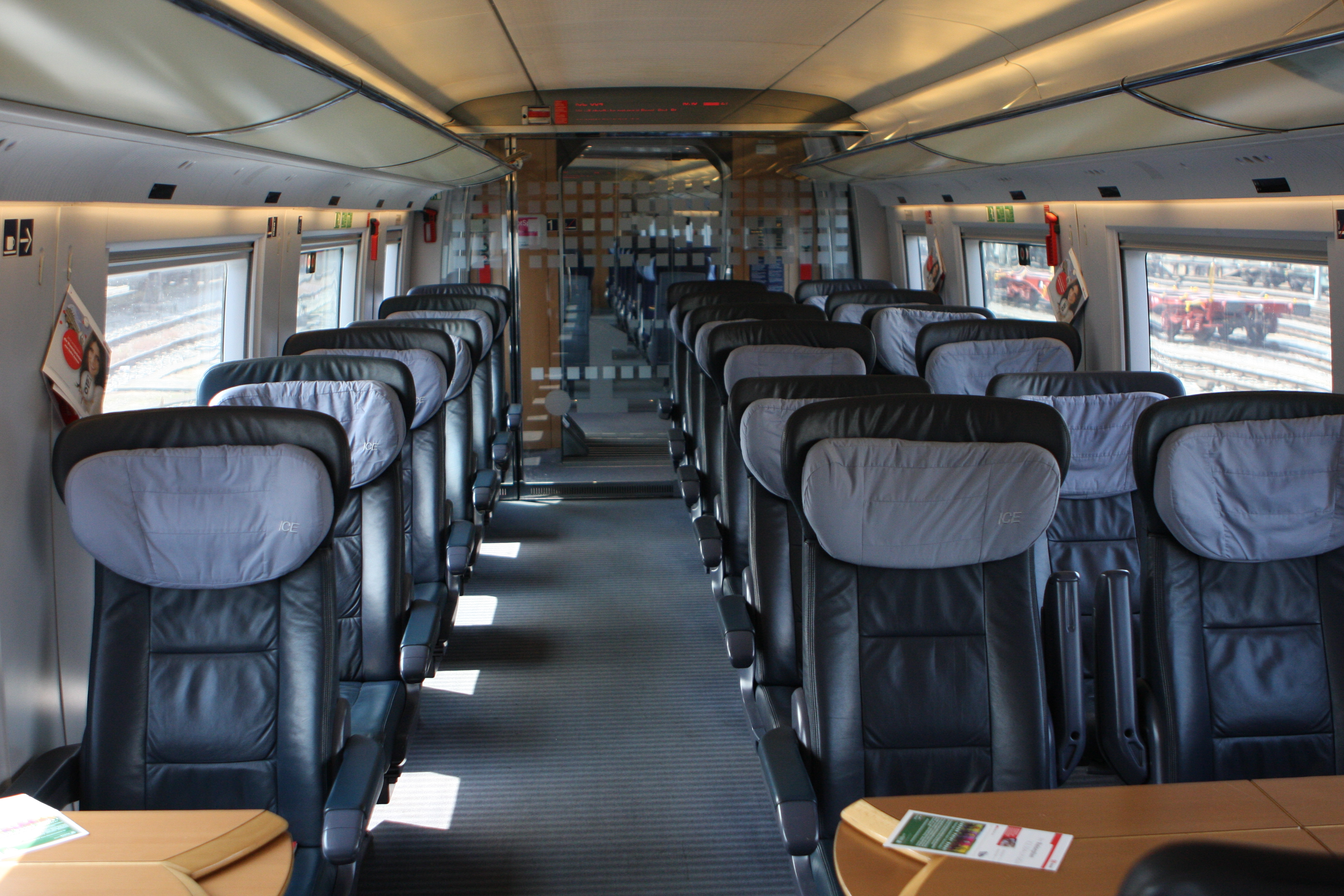
Erste Klasse eines ICE 3 (vor Redesign)

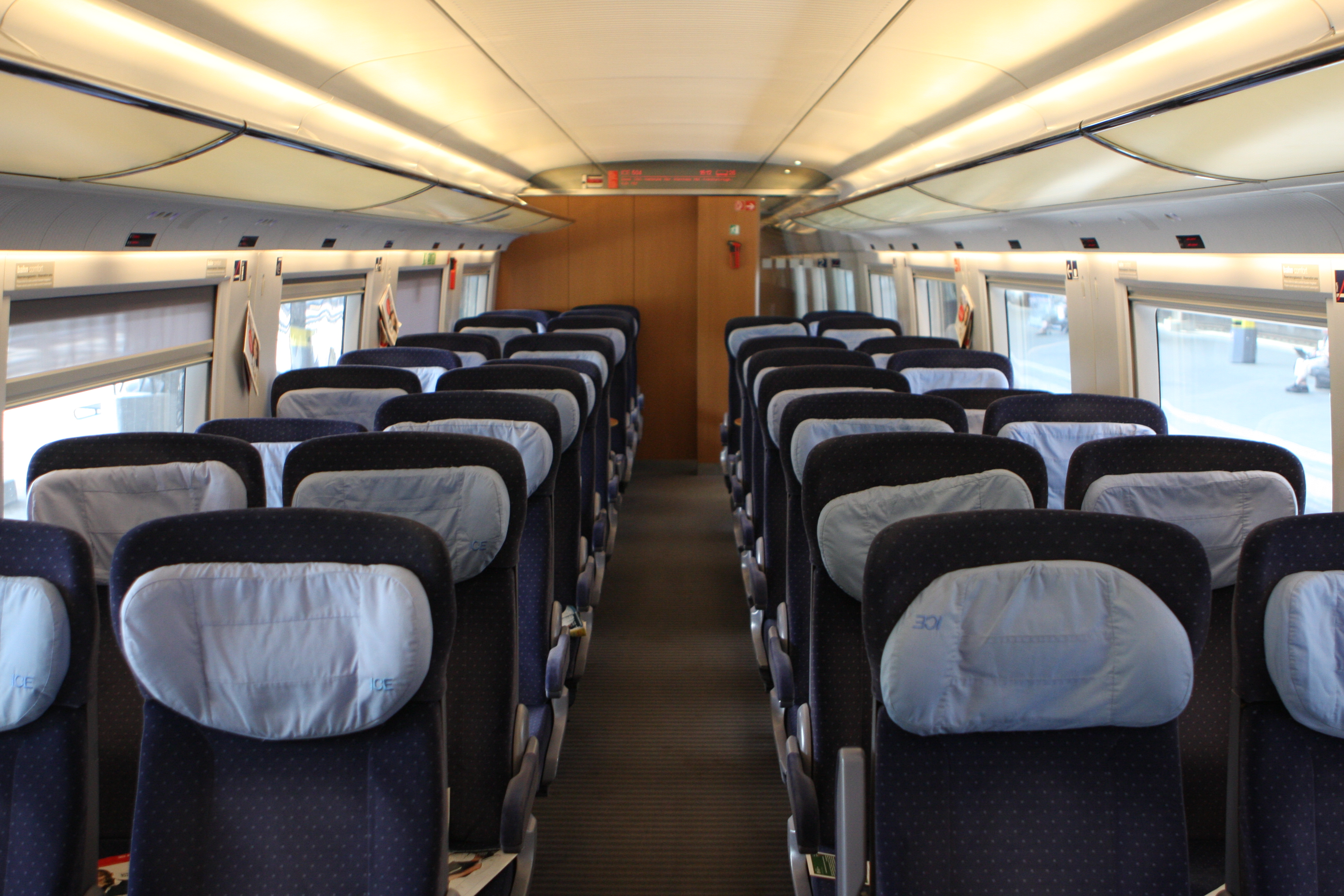
Zweite Klasse eines ICE 3 (vor Redesign)

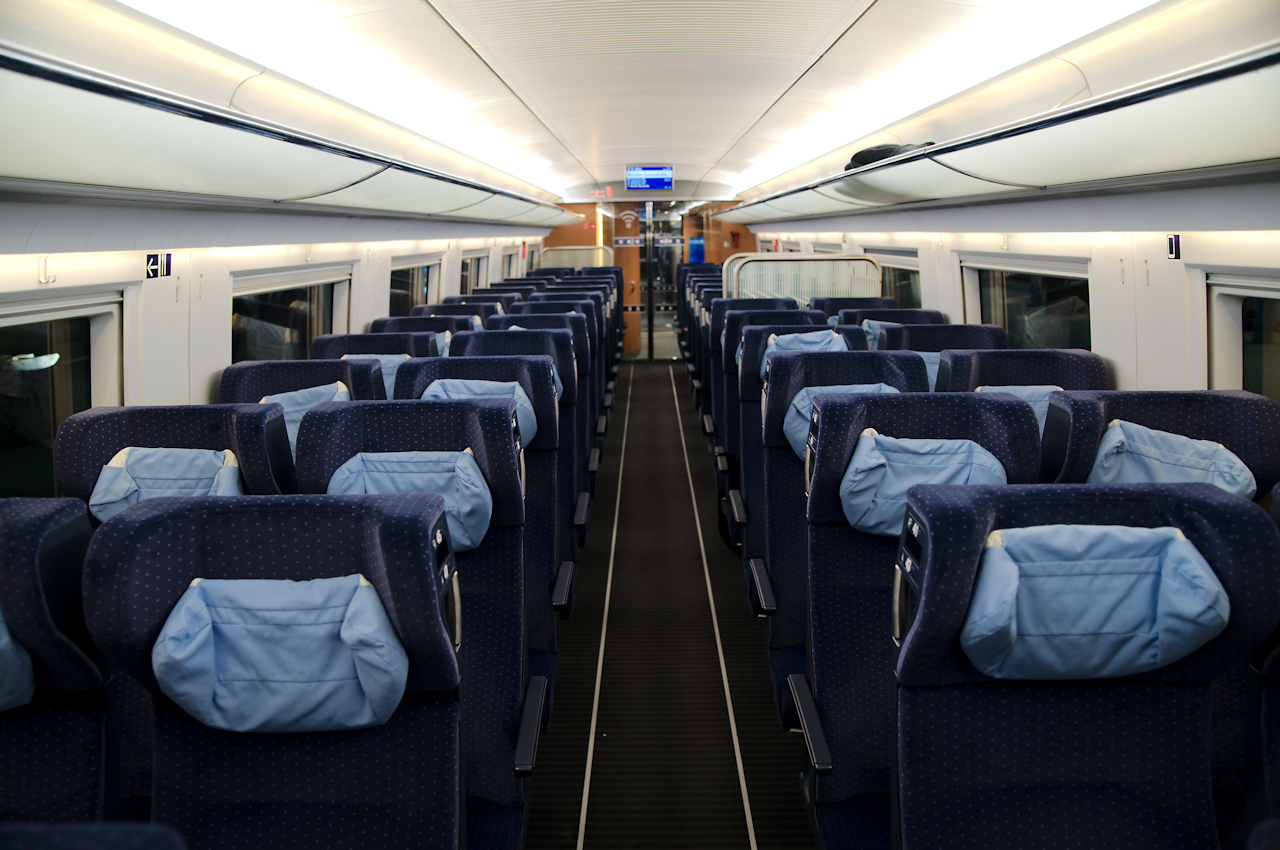
Zweite Klasse eines ICE 3 (nach Redesign)

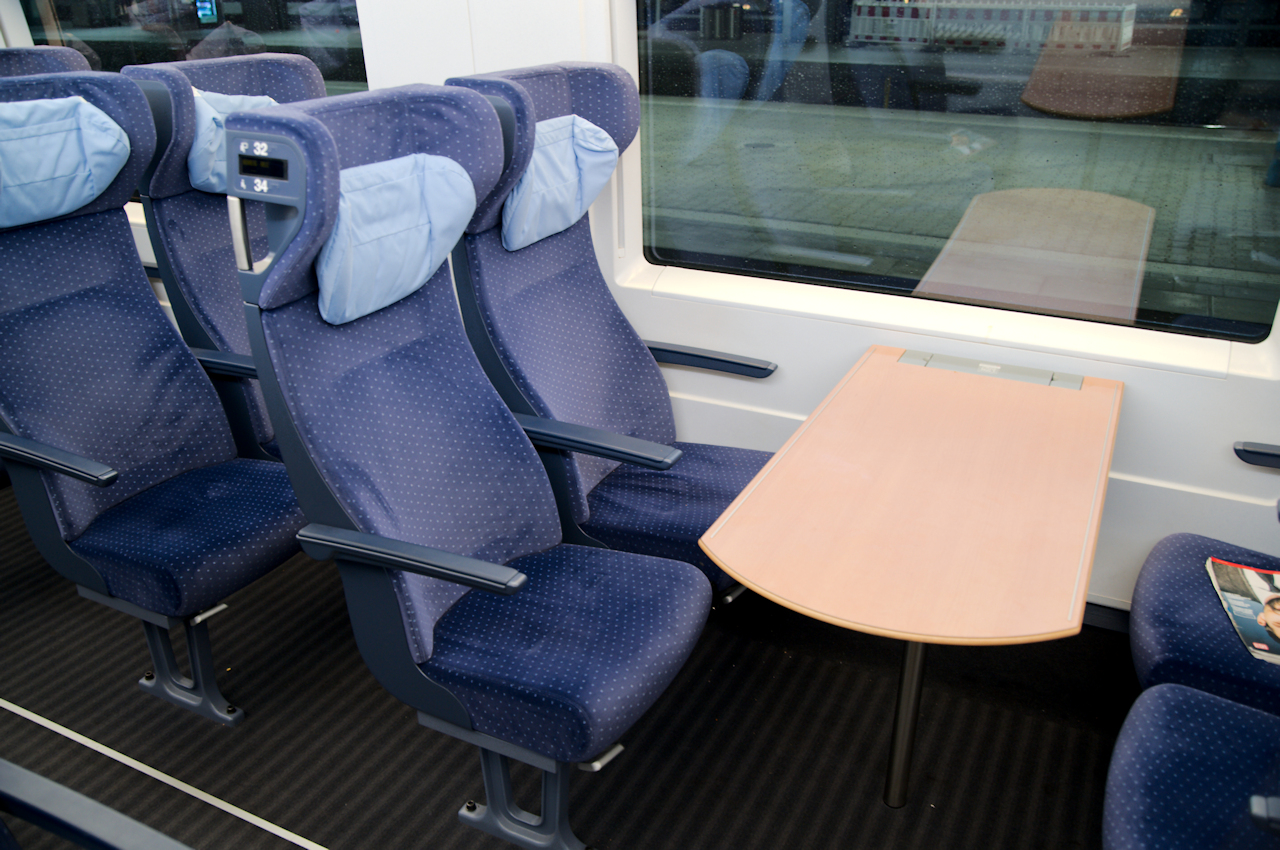
Zweite Klasse eines ICE 3 (Sitzgruppe nach Redesign)

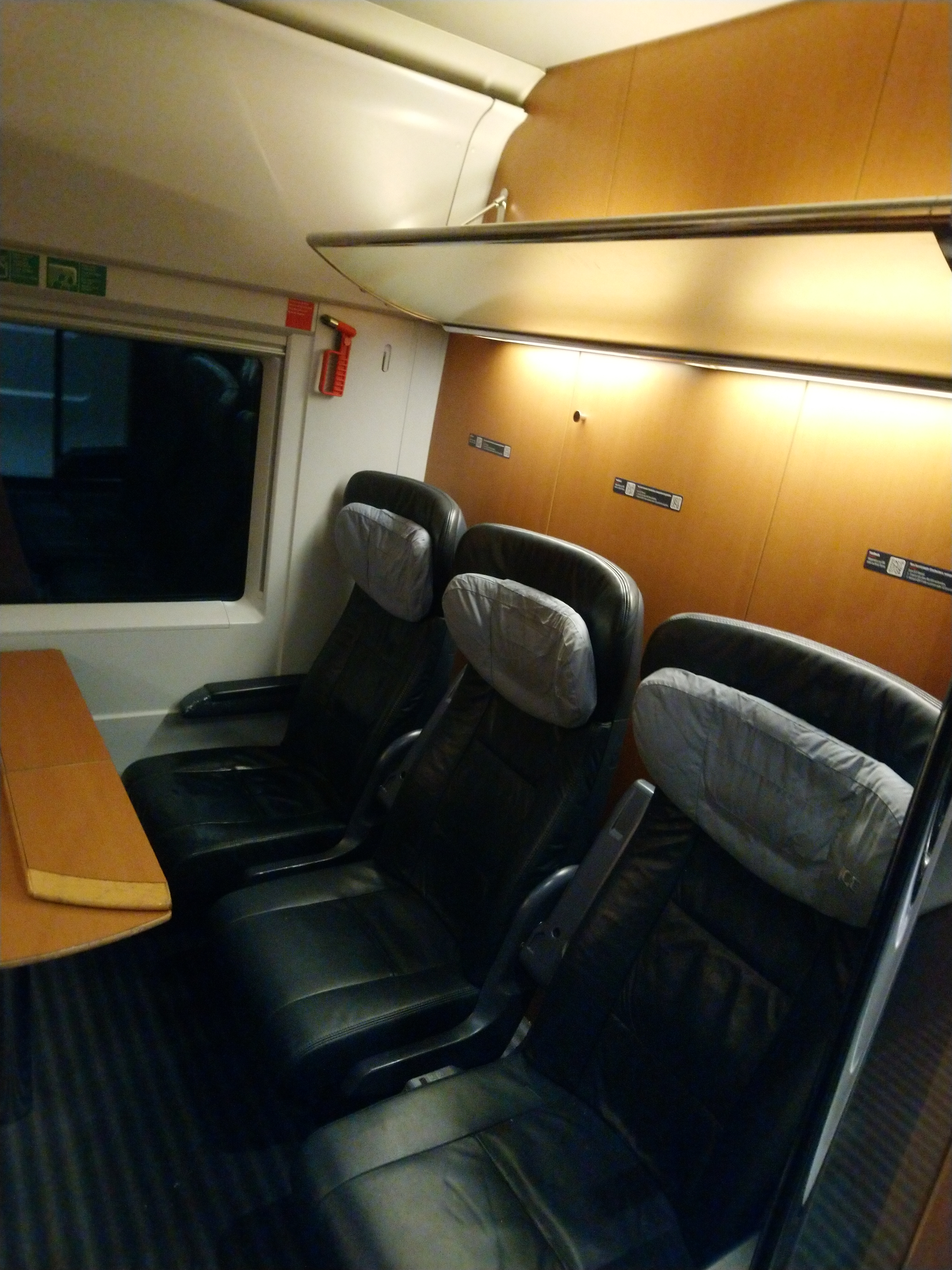
Erste-Klasse-Abteil eines ICE 3 (vor Redesign)

Die Fahrzeugbegrenzungslinie entspricht weitgehend dem Standard des Internationalen Eisenbahnverbandes (UIC). Die Fahrzeuge sind damit prinzipiell in Europa freizügig einsetzbar. Die Wagenlänge der Endwagen liegt bei 25 675 mm, die der Mittelwagen bei 24 775 mm. Die Wagenkastenbreite liegt mit maximal 2950 mm bis zu 23 mm über der Vorgabe des maßgebenden UIC-Merkblattes 505. Diese Maßüberschreitung wurde mit den benachbarten Bahnen vereinbart. Die Großraumbereiche des Zuges sind bis zu 2,25 m hoch, die Vorräume 2,05 m.
Die ICE 3 der ersten Bauserie (auch ICE 3M/MF) verfügten bei Auslieferung über einen Speisewagen (Ordnungsnummer 25/35) mit Bistro und Restaurant. Im Zug der Einführung eines neuen Gastronomiekonzeptes, das eine verstärkte Bedienung am Platz vorsah, wurde der Restaurantbereich durch zwölf Sitzplätze sowie einen zusätzlichen Bistrobereich mit vier Stehtischen ersetzt. Die ICE-3-Züge der zweiten Bauserie wurden bereits mit dieser Ausstattung ausgeliefert.
Bei Auslieferung der ersten Serie waren noch zwei von acht Wagen für Raucher vorgesehen. Seit Ende 2008 sind die Fahrzeuge reine Nichtraucherzüge.

## Technik

### Besonderheiten
Die ICE 3 stellen neben dem parallel entwickelten ICE T einen Technologiesprung im deutschen und europäischen Hochgeschwindigkeitsverkehr dar.
So sind sie die ersten europäischen Hochgeschwindigkeits-Serienzüge,
- bei denen alle Antriebskomponenten unter der Fußbodenebene auf mehrere Wagen verteilt sind (ohne Triebköpfe),
- die mit Wirbelstrombremsen und
- die mit einer „Lounge“, aus der Reisende dem Lokführer „über die Schulter“ schauen können, versehen sind.

#### Verteilter Antrieb

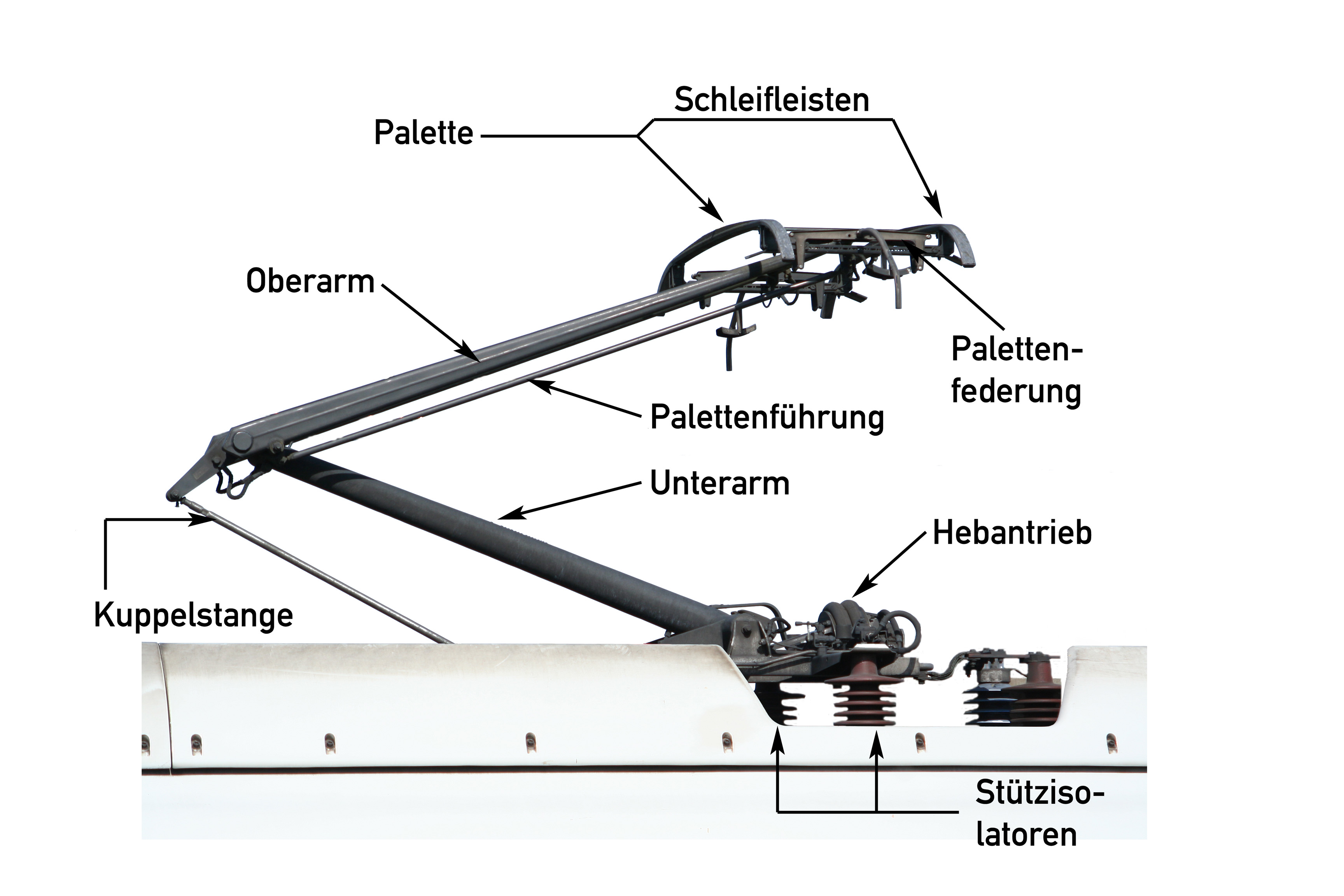
Stromabnehmer des Einsystem-ICE 3

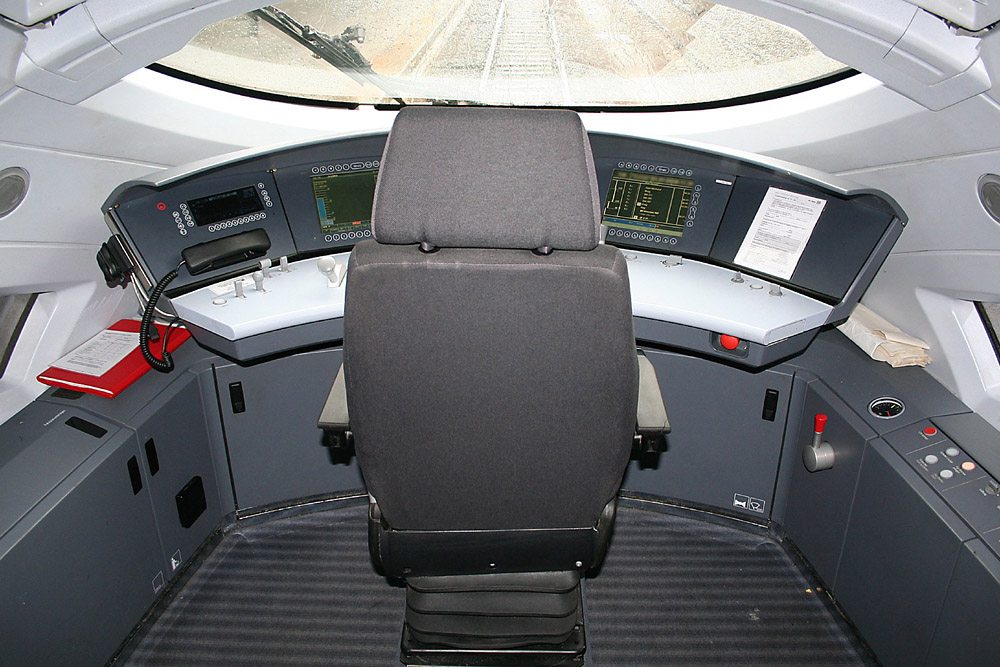
Führerstand des ICE 3

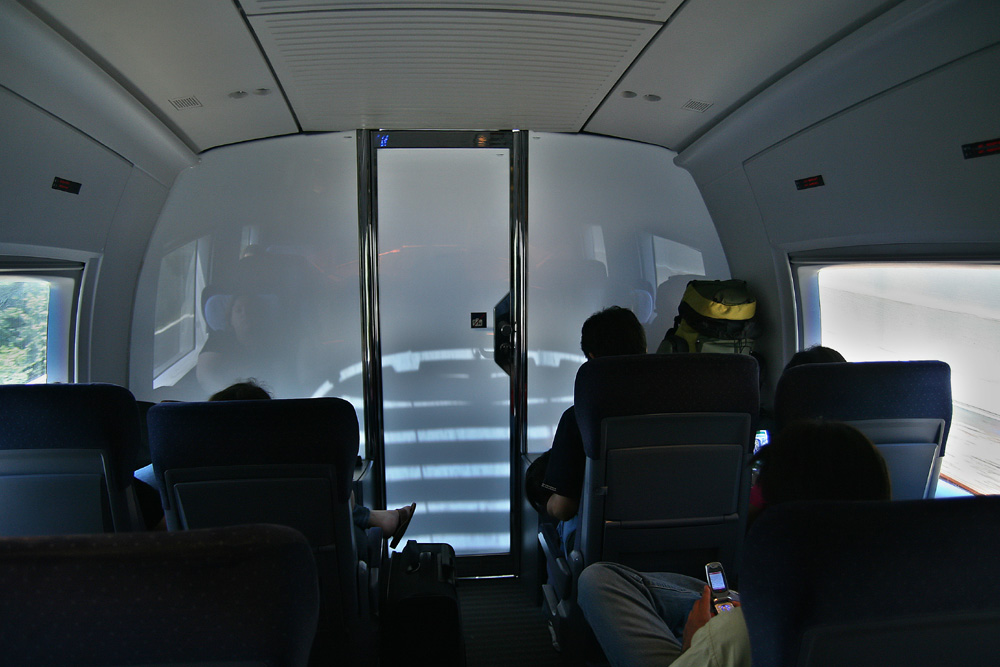
Per Knopfdruck des Lokführers kann die Trennscheibe zwischen Lounge und Führerstand weitgehend undurchsichtig geschaltet werden.

Die wesentliche Neuerung der Züge gegenüber den Vorgängerbauarten ICE 1 (ab 1991) und ICE 2 (ab 1996), ist der verteilte Antrieb. Fast die gesamte elektrische Ausrüstung (Fahrmotoren, Traktionsstromrichter, Transformatoren u. a.) ist über die gesamte Länge des Zuges verteilt unter den Wagenböden angebracht. Auf Triebköpfe mit ihrer relativ hohen Achslast wurde verzichtet. Acht Wagen, von denen vier angetrieben sind, bilden einen betrieblich nicht trennbaren Triebzug bzw. einen ICE-3-Halbzug.
Jeder der Triebzüge besteht aus zwei Traktionseinheiten, die jeweils gleich aufgebaut und, wie unter Wagen-Reihung und -einrichtung beschrieben, zueinander achsensymmetrisch sind. Von der Mitte ausgesehen folgt in jede Richtung ein antriebsloser Mittelwagen mit je zwei Laufdrehgestellen. Dahinter folgt jeweils ein angetriebener Stromrichterwagen (SR) mit je zwei Triebdrehgestellen, von denen jedes über zwei Fahrmotoren verfügt. Ihren Namen haben die Stromrichterwagen von den ebenfalls dort untergebrachten Stromrichtern, welche sich allerdings auch in den im Folgenden erwähnten Endwagen befinden. Der in jede Richtung darauf folgende Wagen ist ein nicht angetriebener Transformatorwagen (TR) mit Stromabnehmer und Transformator (5 MW Leistung je Wagen). Die beiden Endwagen beinhalten die gleichen Traktionsbauteile wie die Stromrichterwagen sowie zusätzlich die Führerstände. Beim Einsystem-Halbzug sind die Stromabnehmer für Wechselstrom auf den Transformatorwagen 2 und 7 angebracht. Im Mehrsystem-Halbzug sind die Stromrichterwagen 3 und 6 zusätzlich mit je einem Stromabnehmer für Gleichstrom ausgestattet.
Die angetriebenen Wagen werden von je vier 500 kW starken Motoren (je 750 kg Masse) angetrieben, die eine Drehzahl von rund 4100 Umdrehungen pro Minute und eine planmäßige Laufleistung von etwa 2,3 Millionen Kilometern (bis Austausch) erreichen. Bei den Triebzügen der Baureihen 403 und 406 wurden noch GTO-Umrichter eingesetzt, während die Baureihen 407 und 408 mit IGBT-Umrichtern ausgerüstet sind. Mit einer Antriebsleistung von 8 MW je Halbzug ergibt sich bei einer maximalen Dienstmasse von 420 Tonnen eine spezifische Leistung von 19 kW/t; diese liegt etwa doppelt so hoch wie die eines ICE 1. Ein ICE 3 kann damit in 49 Sekunden von 0 auf 100 km/h beschleunigen und im Planbetrieb größere Steigungen bewältigen als seine Vorgängerbaureihen. Die ICE 3 waren bis zur Einführung der ICE 4 die einzigen personenbefördernden Züge, die die mit Neigungen bis 40 ‰ trassierte Schnellfahrstrecke Köln–Rhein/Main planmäßig befahren dürfen.
Durch die Aufteilung der Antriebsleistung auf viele Achsen reduziert sich die Haftwertbeanspruchung, durch die gleichmäßigere Verteilung des Gewichts sank die maximale Achslast auf 17 Tonnen. Ersteres sorgt für eine geringere Schleuderneigung der Antriebsachsen, wodurch bei ungünstigen Traktionsverhältnissen eine bessere Beschleunigung erzielt werden kann. Durch das verringerte Gewicht sollte nicht zuletzt die Beanspruchung des Oberbaus minimiert werden. Der Vorteil der Unterflurtechnik ist in der besseren Lärmdämmung der unter den Fahrgasträumen liegenden Aggregate durch Lärmschutzwände zu sehen. Als Nachteil gilt hingegen die fehlende Möglichkeit, die Triebzüge zu trennen sowie die höhere Seitenwindanfälligkeit. Berechnungen in der Frühphase der Entwicklung hatten ergeben, dass bei einem Antrieb der Hälfte der Achsen ein Optimum aus Kraft auf der Schiene, Zahl der Motoren, Gewicht und zurückgewinnbarer Bremsenergie erreicht werden kann. Dieses Konzept ermöglicht Fahrgästen an beiden Zugenden eine freie Sicht auf die Strecke. Von den Lounge-Plätzen kann man, nur durch eine Glasscheibe getrennt, dem Triebfahrzeugführer über die Schulter schauen. Gleichzeitig konnte die Sitzplatzzahl bei gleicher Zuglänge um etwa 15 Prozent erhöht werden.
Zur Erprobung des verteilten Antriebs wurde Ende der 1990er Jahre ein angetriebener Mittelwagen in einen als ICE D verkehrenden, regulären ICE eingereiht und der neue Versuchszug ICE S beschafft.
Der Leistungsbedarf von zwei in Doppeltraktion (an)fahrenden ICE 3 wird mit bis zu 18 Megawatt angegeben. Bei einer Laufleistung von durchschnittlich rund 500 000 Kilometern verbrauchte jeder ICE 3 im Jahr 2009 rund 10 Gigawattstunden Energie.

#### Wirbelstrombremsen

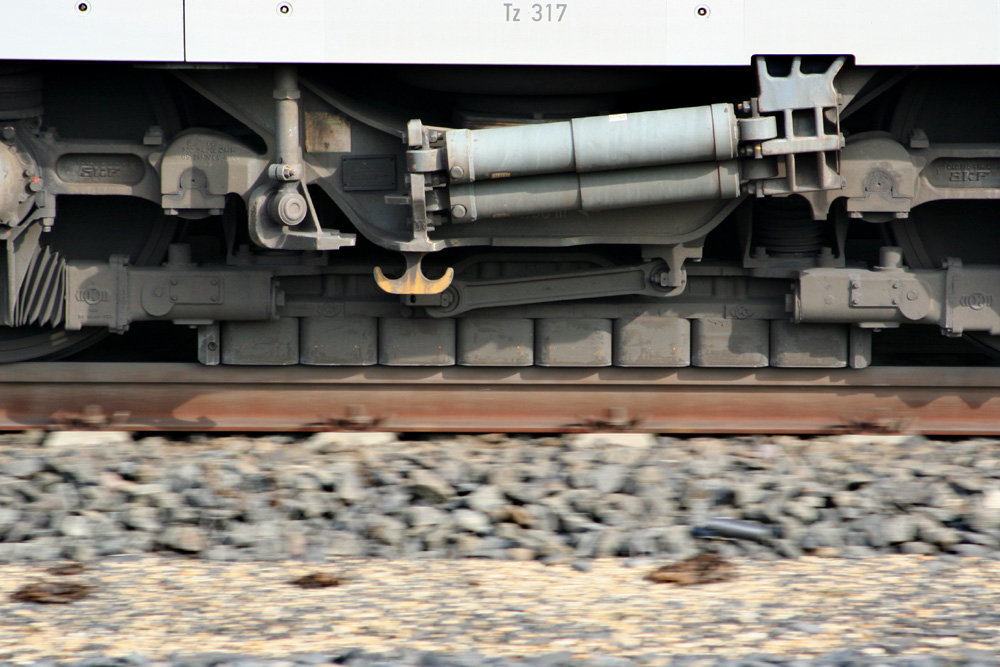
Aktive Wirbelstrombremse des ICE 3. Die Traverse mit den Magneten wurde bis auf wenige Millimeter über die Schiene abgesenkt.

Die ICE 3 sind der ersten europäischen Serienzüge, die mit Wirbelstrombremsen ausgerüstet sind. Als Betriebsbremse kommt das System nur auf den mit 300 km/h befahrbaren Schnellfahrstrecken Köln–Rhein/Main, Nürnberg–Ingolstadt sowie den Neubaustrecken der VDE 8 zum Einsatz. Für den Einsatz bei Schnellbremsungen wurden darüber hinaus weitere Strecken ertüchtigt. Die zulässige Höchstgeschwindigkeit ist dann bei den Baureihen 403 und 406 auf 250 km/h beschränkt, um eine thermische Überlastung der Scheibenbremsen zu vermeiden. Neuere ICE 3 der Baureihe 407 bzw. Velaro D dürfen dagegen auf der Schnellfahrstrecke Hannover–Würzburg und der Schnellfahrstrecke Mannheim–Stuttgart 280 km/h fahren.
Im Zusammenspiel mit der generatorischen Bremse, deren Bremsleistung bei niedrigen Geschwindigkeiten am größten ist und bei höheren Geschwindigkeiten abnimmt, werden betrieblich erforderliche Betriebsbremsverzögerungen verschleißfrei erreicht. Die maximale Leistungsaufnahme der Wirbelstrombremsen je Halbzug liegt bei rund 800 kW. Je zwei Magnete von 1290 mm Länge in jedem Laufdrehgestell erzeugen je Halbzug eine Bremskraft von bis zu 200 kN.
Die Wirbelstrombremse war zunächst nur für Schnellbremsungen freigegeben und wurde als Betriebsbremse einer Betriebserprobung unterzogen. Für den uneingeschränkten Betriebseinsatz auf dafür geeigneten Strecken ist sie seit Dezember 2002 freigegeben.

#### Knautschzonen
Die ICE 3 sind darüber hinaus die nach den TGV Duplex zweite Hochgeschwindigkeitszugbauart in Europa, die über integrierte „Knautschzonen“ verfügen. Im Fall einer Kollision nehmen die Kupplung und in einer weiteren Stufe gezielt verformbare Elemente an den Wagenübergängen die kinetische Energie auf. Ein dreistufiges System von zylindrischen Energieabsorbern vor dem Führerraum nimmt die Aufprallenergie durch kontrollierte Stauchungen auf.

### Übrige Technik

#### Motoren und Stromversorgung
Die fremdbelüfteten Fahrmotoren und die Wirbelstrombremsen werden über einen gemeinsamen Gleichspannungs-Zwischenkreis versorgt. Die Motoren übertragen ihr Drehmoment über eine Bogenzahnkupplung auf die Radsatzgetriebe; der Anbau von Koppeldämpfern ist vorbereitet. Die beiden Transformatorwagen sind über eine Hochspannungs-Dachleitung miteinander verbunden, sodass mit nur einem angehobenen Stromabnehmer gefahren werden kann. Umrichter im Transformatorwagen von 2 × 250 kVA Leistung speisen die beiden Zugsammelschienen der beiden Zughälften mit einer Gleichspannung von 670 V. Aus der Zugsammelschiene werden Drehrichter mit 70 kVA Leistung in den einzelnen Wagen gespeist. Einphasige 50-Hz-Verbraucher werden über 10-kVA-Wechselrichter gespeist, für die Hauptheizung stehen je Wagen 20 kVA mit 670 V zur Verfügung. Fallen beide Umrichter in einer Hälfte des Zuges aus, werden die Sammelschienen zwischen benachbarten Traktionseinheiten durchgekuppelt. Wagenbeleuchtung, Tür- und Bremssteuerung, das Fahrgastinformationssystem sowie Antriebs- und Zugsteuergeräte werden aus einer 110-V-Batteriesammelschiene versorgt. Ein Batterieladegerät wandelt 670 Volt auf 110 Volt, versorgt die Sammelschiene und lädt gleichzeitig die Batterien.

#### Drehgestelle
Die Drehgestelle unter den Wagen (Typ SGP 500) sind eine Weiterentwicklung der Wagendrehgestelle der ICE 2. Angetriebene und nicht angetriebene Drehgestelle sind dabei gleich aufgebaut und unterscheiden sich nur durch die an ihnen angebrachten Fahrmotoren (an angetriebenen Achsen) beziehungsweise Wirbelstrombremsen (nicht angetriebene Achsen). Alle Radsätze tragen jeweils zwei (Baureihe 403) beziehungsweise drei (Baureihe 406) Bremsscheiben.
Spezielle Absorber reduzieren den Radschall um fünf bis acht Dezibel. Die Züge bestehen aus feuerhemmenden Materialien. Die Radsätze müssen unter Vollbrand-Bedingungen wenigstens 15 Minuten lauffähig bleiben.

#### Bremsen

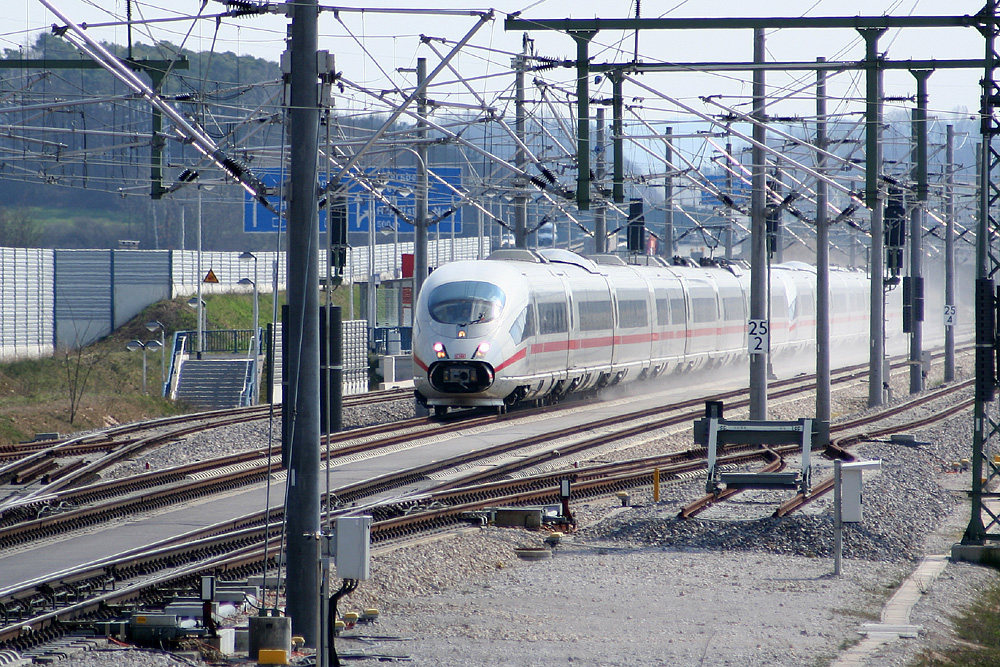
Zur Unterstützung der Bremswirkung auf nassen Schienen sandet ein ICE 3.

Die Radsätze sind mit pneumatischen Hochleistungsbremsen ausgerüstet, mit zwei Radbremsscheiben an den Triebradsätzen und zwei (Baureihe 403) bzw. drei (Baureihe 406) Wellenbremsscheiben an den nicht angetriebenen Radsätzen, jeweils mit hoher Energieaufnahmefähigkeit durch hochlegierten Stahlguss gepaart mit Sintermetallbelägen. Die Fahrmotoren an angetriebenen Radsätzen fungieren als Motorbremse, Wirbelstrombremsen sind an den nicht angetriebenen Radsätzen des Zuges angebracht.
Die Bremssysteme werden über einen Bremssteuerrechner gesteuert. Der Großteil der Betriebsbremsleistung wird dabei durch elektromotorische Bremsen erbracht, abschnittsweise unterstützt durch Wirbelstrombremsen; die maximale Bremsleistung der 16 Motoren liegt bei insgesamt 8,2 MW. Kleine und mittlere Verzögerungen werden durch Wirbelstrom- und Motorbremsen realisiert. Über Scheibenbremsen wird dabei eine Bremskraft von bis zu 300 kN hergestellt, die Wirbelstrombremsen erreichen ihre größte Bremskraft mit rund 150 kN oberhalb von 180 km/h. Lediglich im niedrigen Geschwindigkeitsbereich oder bei starken Betriebs- beziehungsweise Schnellbremsungen kommen die Scheibenbremsen zum Einsatz. Triebfahrzeugführer können darüber hinaus die Scheibenbremsen bei Bedarf zuschalten.

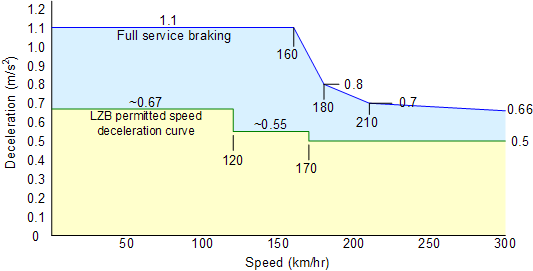
LZB-Voll- und -Betriebsbremskurven des ICE 3

Der Vollbremsweg aus 300 km/h wird mit 2800 m, der aus 330 km/h mit 3300 Metern angegeben. Die Bremsleistung der Wirbelstrombremse übersteigt im oberen Geschwindigkeitsbereich jene der elektromotorischen Bremse. Die Vollbremsverzögerung beträgt bis 160 km/h 1,1 m/s² und sinkt darüber, für anzeigegeführte Fahrten (LZB, ETCS) auf 0,6 m/s² ab. Schnellbremsungen erfolgen in zwei Stufen, mit einer Umschaltung von der niedrigeren in die höhere Stufe bei etwa 170 km/h. Die im Lastenheft für die Züge geforderten Mindestbremsverzögerungen liegen zwischen 1,00 m/s² (aus 330 km/h) und 1,26 m/s² (aus 140 km/h). In Bremsversuchen wurden Momentanverzögerungen zwischen rund 1,1 m/s² (über 160 km/h) und knapp 1,8 m/s² (zwischen 60 und 160 km/h) gemessen.
Die Bremssand-Behälter der Züge nehmen insgesamt 440 kg Sand auf.

#### Kupplungen

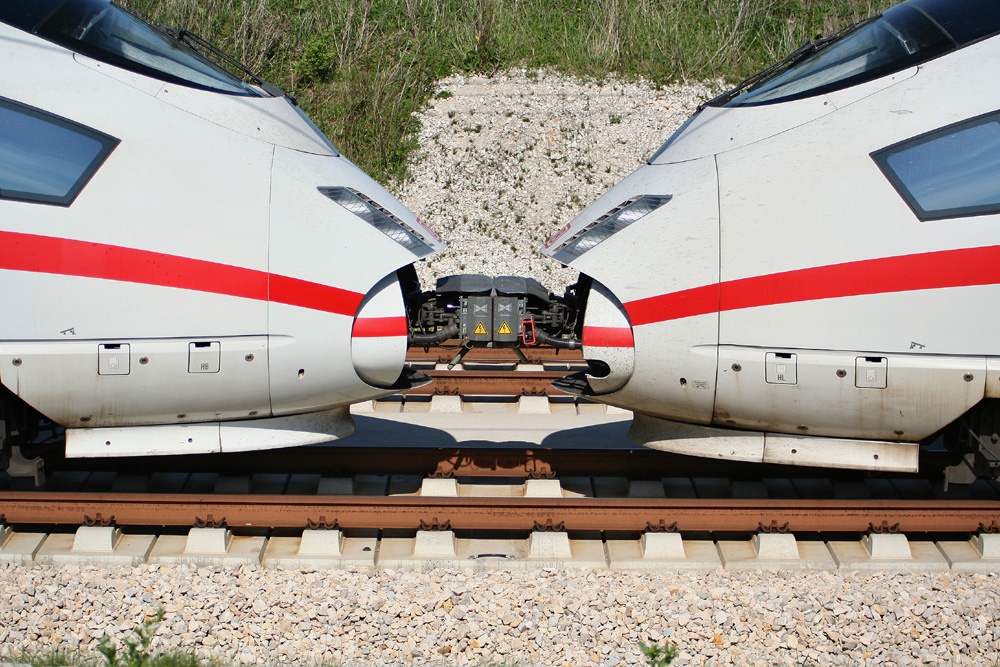
Zwei gekuppelte ICE 3

Die selbsttätigen Scharfenbergkupplungen an den Führerstandsenden verbinden Hauptluftleitung und Hauptluftbehälterleitung sowie Steuerungs- und Informationsleitungen. Insgesamt werden zwölf Steck- und 44 Federkontakte miteinander verbunden. Zwei ICE-3-Halbzüge können zu einem Vollzug gekuppelt werden. Die Kupplung von ICE 3 mit ICE T und ICE TD ist ebenfalls grundsätzlich möglich. Mittels einer neuen Software sollen die Züge auch mit Zügen der Baureihe 407 gekuppelt werden können.

#### Leitsystem
Das Leitsystem der Züge baut auf dem Train Communication Network auf, das von der International Electronical Commission 1995 als Normentwurf vorgelegt wurde. Die Bussysteme sind redundant ausgeführt. Als übergeordnetes System übernehmen je zwei Zentrale Steuergeräte (ZSGs) in den beiden Endwagen die Steuerung und Überwachung der beiden Traktionseinheiten. Diagnosemeldungen werden von diesen Geräten erstellt und dem Zugpersonal zugeleitet. Dieses ZSG vereinigt die vormals getrennt voneinander realisierten Funktionen von AFB, Zentraler Weg- und Geschwindigkeitserfassung (ZWG), Sicherheitsfahrschaltung (Sifa), Diagnosesystem (DAVID) und der Zentraleinheit für Überwachung und Steuerung (ZEUS) in sich.

#### Fahrgastinformationssystem und öffentliche Kommunikation

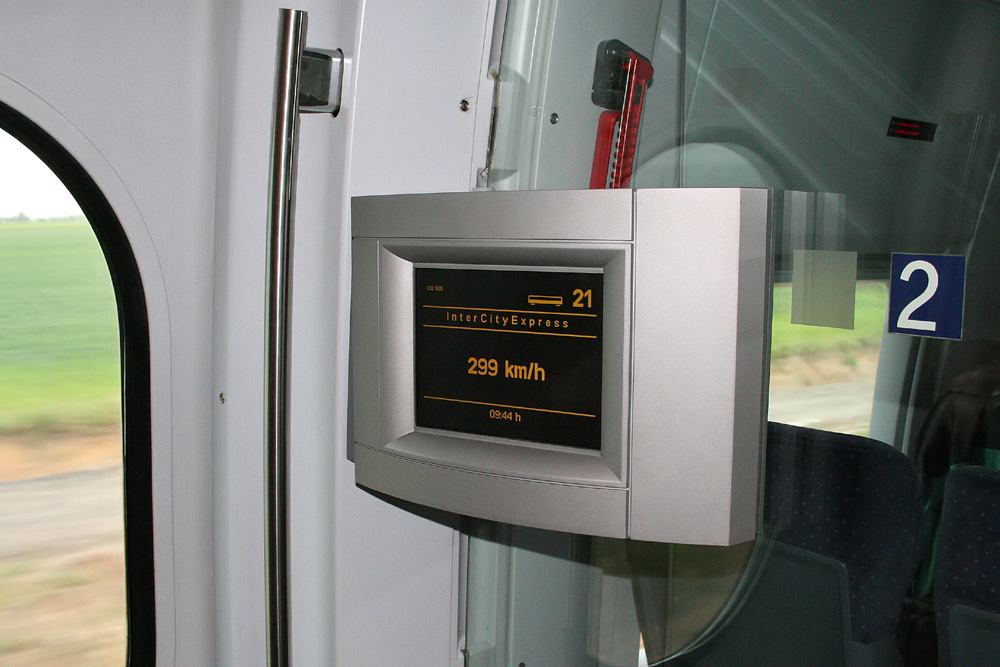
Monitor des Fahrgast-Informationssystems in einem Einstiegsbereich.

Das Fahrgastinformationssystem wird aus einer Zentrale im Zugbegleiterabteil gesteuert. Zur Kommunikation wurde eine zugweite Lautsprecheranlage, schnurlose Telefone sowie Notsprechstellen (bei Ausfall der Zentrale) für das Zugbegleitpersonal eingerichtet. Zur optischen Kommunikation stehen Anzeigen an allen Einstiegsbereichen (innen und außen) sowie LED-Anzeigen im Deckenbereich an beiden Enden der Großraumbereiche jedes Wagens zur Verfügung. Während außen bei Halten der Zuglauf eingeblendet wird, wird innen zeitweilig die aktuelle Fahrgeschwindigkeit eingeblendet, an den Großanzeigen am Wagenende darüber hinaus zwei- bis dreizeilige Werbetexte. Ein elektronisches Reservierungssystem mit LED-Displays an jedem Platz informiert über Reservierungen. Zahlreiche weitere Ideen zum Fahrgastinformationssystem, beispielsweise Video-on-Demand, Fernsehempfang, die Anbindung eines Geldautomaten sowie der Verkauf von Fahrscheinen, Eintrittskarten und dergleichen, wurden nicht realisiert.
Die öffentliche Kommunikation, zu der ein Faxgerät im Zugbegleiterabteil gehörte, wurde anfangs über das C-Netz, später über GSM-Netze abgewickelt. In jedem Zug befinden sich Wagen mit Handyverstärkern (D- und E-Netze). Der Bereich der ersten Klasse ist mit Serviceruf-Tasten ausgestattet. Die in der ersten Bauserie vorhandenen Terminals zur Fahrplaninformation wurden später wieder außer Betrieb genommen.

#### Klimaanlagen und Toiletten
Eine Besonderheit der ICE-3-Klimaanlagen ist der Aufbau als Kühlturbine, die nur Luft und kein gesondertes Kältemittel nutzt. Die Anwendung des seit längerer Zeit in der Luftfahrt verwendeten Verfahrens wurde ab 1991 für Eisenbahn-Klimaanlagen untersucht. Nach der Entwicklung von Labormustern ab 1992 wurden sie zuerst in ICE-1-Wagen betriebserprobt. Im Januar 1996 fiel die Entscheidung, die ICE-3-Züge mit dieser Technik auszustatten. Im Vergleich zur ICE 1-Klimaanlage mit 1,1,1,2-Tetrafluorethan (R134a) als Kältemittel konnten rund 500 kg Gewicht pro Wagen eingespart werden. Ebenfalls wird dadurch das Treibhauspotenzial des zur Familie der Fluorkohlenwasserstoffe zählenden R134a vermieden.
Nach zahlreichen Ausfällen der Klimaanlagen im Sommer 2003 erwiesen sich die Wärmetauscher in Untersuchungen als zu klein sowie die Ansaug- und Ausblasöffnungen auf dem Dach als aerodynamisch ungünstig. In der Folge wurden im Herbst 2003 stärkere Geräte eingebaut, die als markante eckige Kästen auf den Dächern an den Wagenenden erkennbar sind, während die ursprünglichen Klimaanlagen bündig mit dem Dach abschlossen. Bei der zweiten Bauserie wurde ein neuer, aerodynamisch gestalteter Aufbau verwendet.
Zwischen Ende 2014 und Herbst 2015 wurden auch an einem Triebzug der ersten Serie luftgestützte Klimaanlagen erprobt.
Mit einem Wasserverbrauch pro Spülung von 0,4 Litern (andere Quelle: 1,5 Liter) gelten die Toiletten als umweltfreundlich.

### Instandhaltung

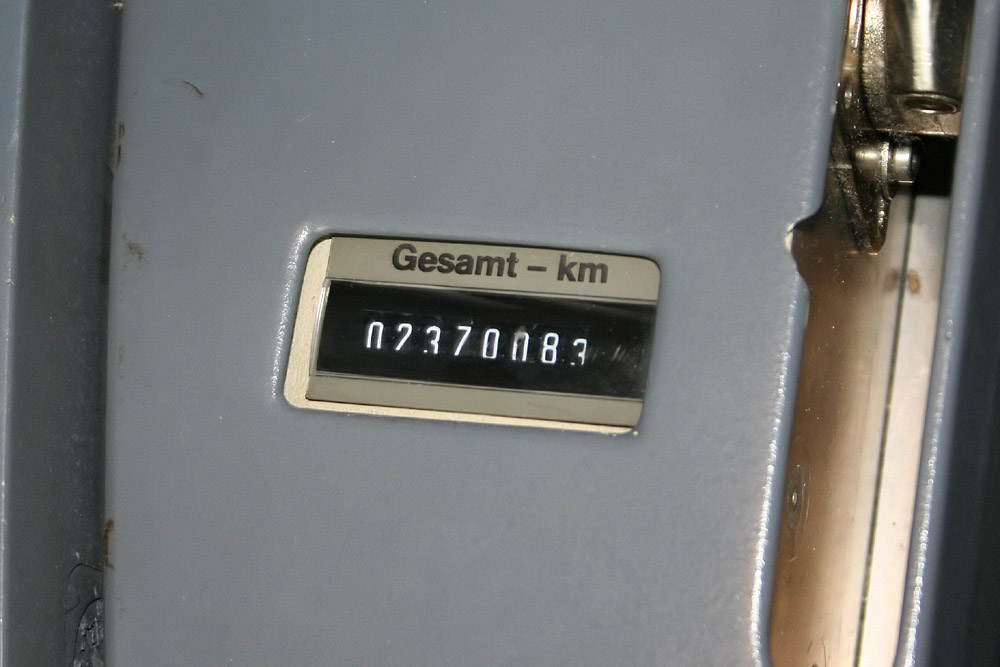
Kilometerzähler auf einem ICE-3-Führerstand

Die Züge wurden nach ihrer Inbetriebnahme am ICE-Werk München beheimatet. Die Instandhaltung der Züge erfolgt in den Betriebswerken Frankfurt, München und Dortmund sowie in den kleineren Werken Köln und Basel. Die ICE-3M-Züge sind im Werk Frankfurt-Griesheim beheimatet. Nur dort können die Mehrsystemkomponenten des Zuges unterhalten werden. Dazu können die vier Betriebsspannungen in die Oberleitung des Werkes eingespeist werden.
Nach Angaben der Deutschen Bahn AG werden pro Jahr und Fahrzeug mehr als eine Million Euro für Instandhaltung aufgewendet. Eine große Revision der Züge, notwendig nach je 1,65 Millionen Kilometern (ursprünglich 1,4 Millionen) kostet rund 1,2 Millionen Euro. Sie wird im DB-Ausbesserungswerk in Krefeld ausgeführt.
2003 war eine kleine Revision (so genannte „IS 600“) nach 1,2 Millionen Kilometern notwendig, eine große Revision (so genannte „IS 700“) nach 2,4 Millionen Laufkilometern. Mit Ausnahme dieser beiden Großprogramme wurden alle übrigen Instandhaltungsarbeiten nachts durchgeführt.